# 国立故宮博物院
国立故宮博物院（こくりつこきゅうはくぶついん）は、台湾の台北市にある博物館である。この博物館は、中華民国の国立博物館のうちの1つであり最大のものである。2011年5月現在の収蔵品は約68万点である（清朝が残した文物は全体の90%以上である）。

## 沿革

### 中国大陸時代
故宮博物院は、1924年に北洋軍閥の一人である馮玉祥が愛新覚羅溥儀を紫禁城から退去させ、1925年10月10日に宮殿内で清朝が持っていた美術品などを一般公開したのが始まりである。
1925年当時の所蔵品点検レポートによると所蔵品総数は117万件を超えており、博物院は古物館、図書館、文献館を設けて各種文物の整理をする一方で、宮殿内に展示室を開設して多様な陳列を行っていた。
その後、満洲に駐留していた日本軍が華北地方に軍を派遣してきたため、蔣介石の国民政府（1948年以降は中華民国政府に改組）は博物院の所蔵品を戦火から守るべく重要文物を南方へ疎開させた。1933年2月から5月までの間に1万3,427箱と64包に及ぶ所蔵品がまず上海に運ばれ、その後1936年12月には南京市に国立北平故宮博物院南京分院保存庫に移動させた。
その後1937年に日本軍が南京に向けて進軍してきたために、所蔵品は再び運び出されて80箱が四川省の巴県に、9,331箱が楽山に、約7,287箱が峨眉の計3カ所に避難させられた。

### 所蔵品の台湾への移動
第二次世界大戦後、運び出された所蔵品は重慶を経て再び南京・北平に戻されたが、国共内戦が激化するにつれて、中華民国政府の形勢が不利になったため、1948年の秋より中華民国政府は国立北平故宮博物院から第一級の所蔵品を精選し、第1陣として772箱の文物が、1949年1月には第2陣として3,502箱の文物が、同月に第3陣として1,251箱の文物が台湾に運び出された。
したがって、国立北平故宮博物院の所蔵品は、中華人民共和国北京市と中華民国台北市の2カ所に分かれて展示されている。これとは別に所蔵品の一部は、国共内戦後の中華人民共和国建国後の混乱のため、北京市に戻すことができず、現在も南京博物院の管轄下で南京市に保管されている。

### 国立故宮博物院
台湾に運ばれた中華の至宝は、初め台中県霧峰郷北溝の文物庫房に保管された。1957年3月には北溝の陳列室で一般公開を始めた。その後中華民国政府は北溝の地が辺鄙であり、国内外の参観者を集めにくいとして、1965年8月台北の外双渓に台北新館を落成し同年11月12日に一般公開した。その後国をあげて展示スペースの拡充と倉庫の建設および研究や出版・国際交流活動等ハードソフト両面に力を注ぎ、その収蔵品の価値の高さも相俟ってルーブル・エルミタージュと並び称される博物館となり、これが現在見られる台北市の国立故宮博物院である。

## 施設

### 北部院区

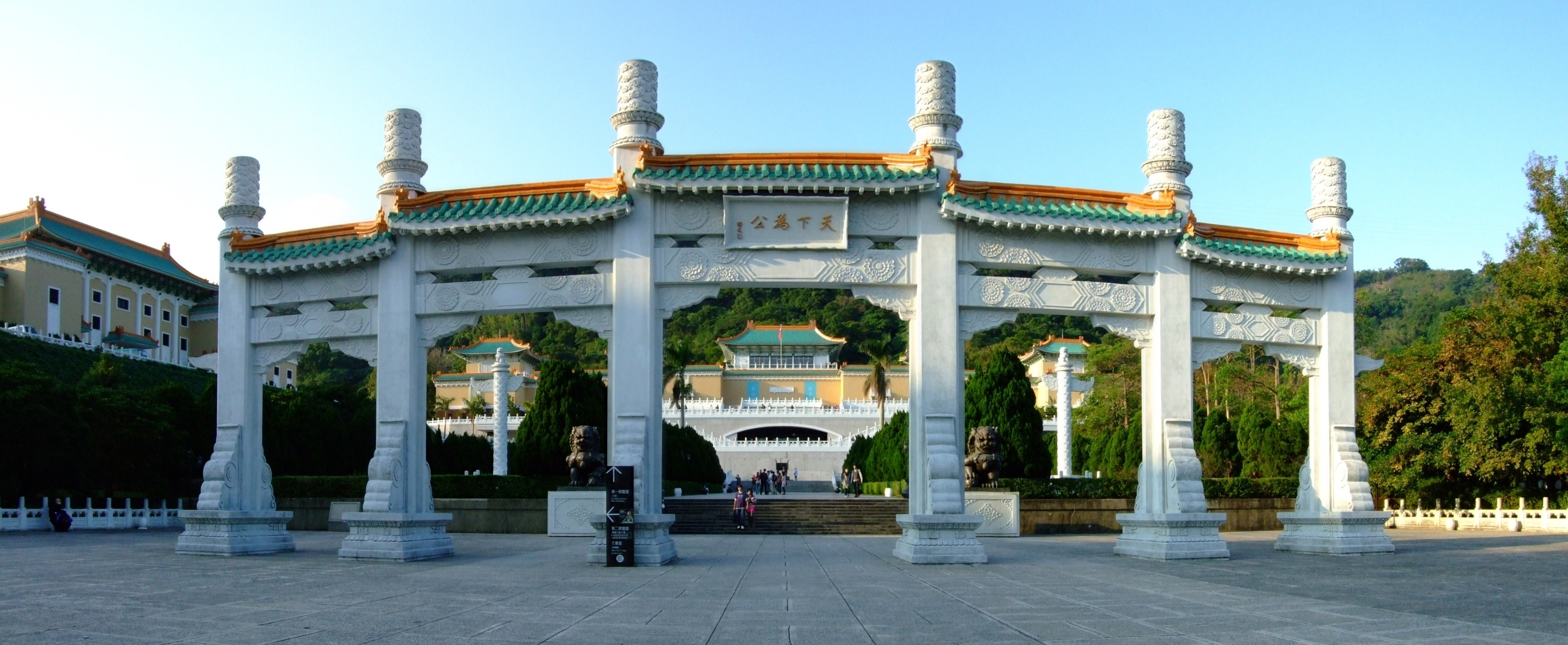
国立故宮博物院入口の門（牌坊）

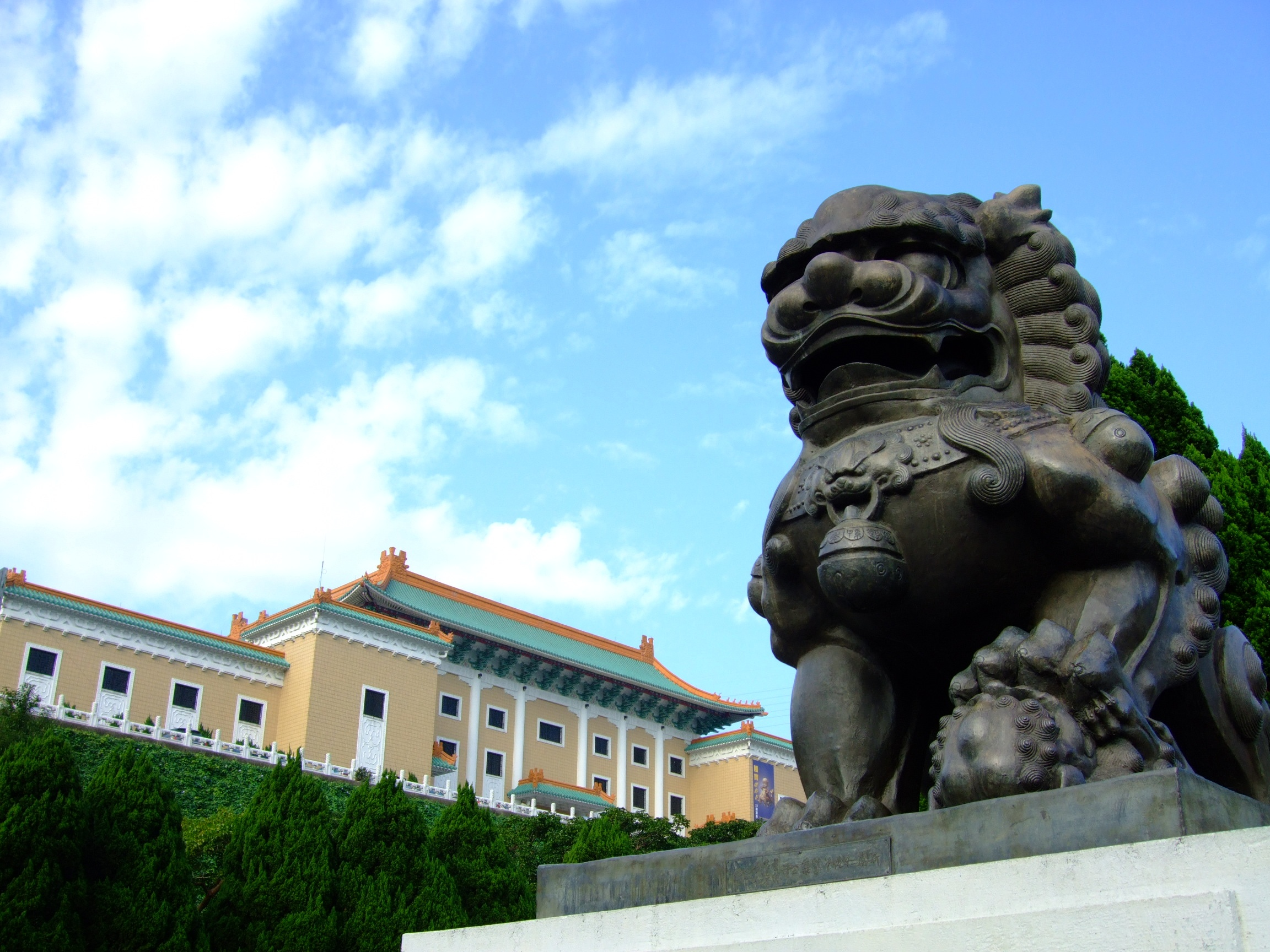
博物院前の狛犬

台湾の国立故宮博物院は、台北市北部の士林区にあり、付近には高級住宅街が広がっている。この博物院には中華民国政府が台湾へと撤退する際に国立北平故宮博物院から精選して運び出された美術品が主に展示されており、その数が合計6万件冊。（台北に運ばれた旧故宮博物院の文物は、器物46,100点、書画5,526点、図書文献545,797点で、国立中央博物院の文物は、器物11,047点、書画477点、図書文献38点で、両院合せて総計608,985点である。）
この博物院は、1960年代から1970年代に中華人民共和国で起きた文化大革命における文化財の組織的破壊から、貴重な歴史的遺産を保護するという役割を担ったが、同時に中華民国政府が中国  の唯一合法的な政府であることの象徴と、日本の統治から離脱したばかりの台湾において、中華ナショナリズムを強調するための装置としても中華民国政府に利用されていた。
そのために現在では、早期の台湾独立を求める泛緑勢力の一部から「『台湾独立』と引換えに故宮博物院の文物を紫禁城に返そう」という主張が出ているが、実現の可能性はほとんど無い。
2009年10月に中華人民共和国の北京故宮博物院と初の共同展「雍正帝－清・世宗文物大展」を開催し、2016年9月には台北国立故宮博物院院長退任直後の馮明珠が中台一体化の演出を狙う、中華人民共和国政府の招聘で北京故宮博物院顧問に就任して、中華民国で物議を醸した。
2001年より、大規模な耐震・改装工事が行われ、館内の一部が閉鎖されていた。工事は2006年12月末に完了し、2007年2月8日より全館が一般公開された。
2020年8月31日、台北市政府文化局により文化資産（歴史建築）に認定された。

### 南部院区

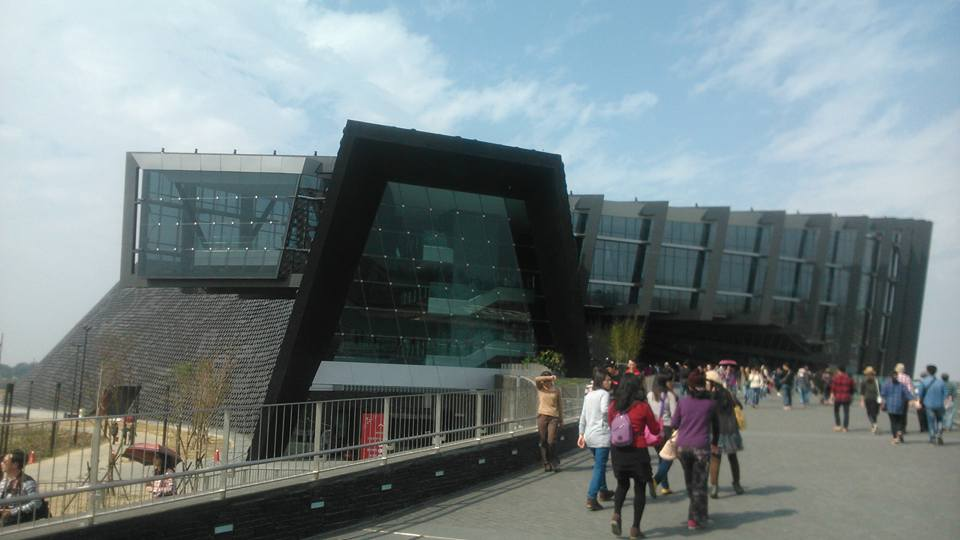
南部院区

台湾南部の嘉義県太保市にある高鐵嘉義駅と嘉義県庁の隣に国立故宮博物院南部院区（故宮南院）アジア芸術文化博物館が2015年12月28日開業。博物院の機能の分散化を図るとともに、アジア文化をテーマとしている。

## 収蔵品より

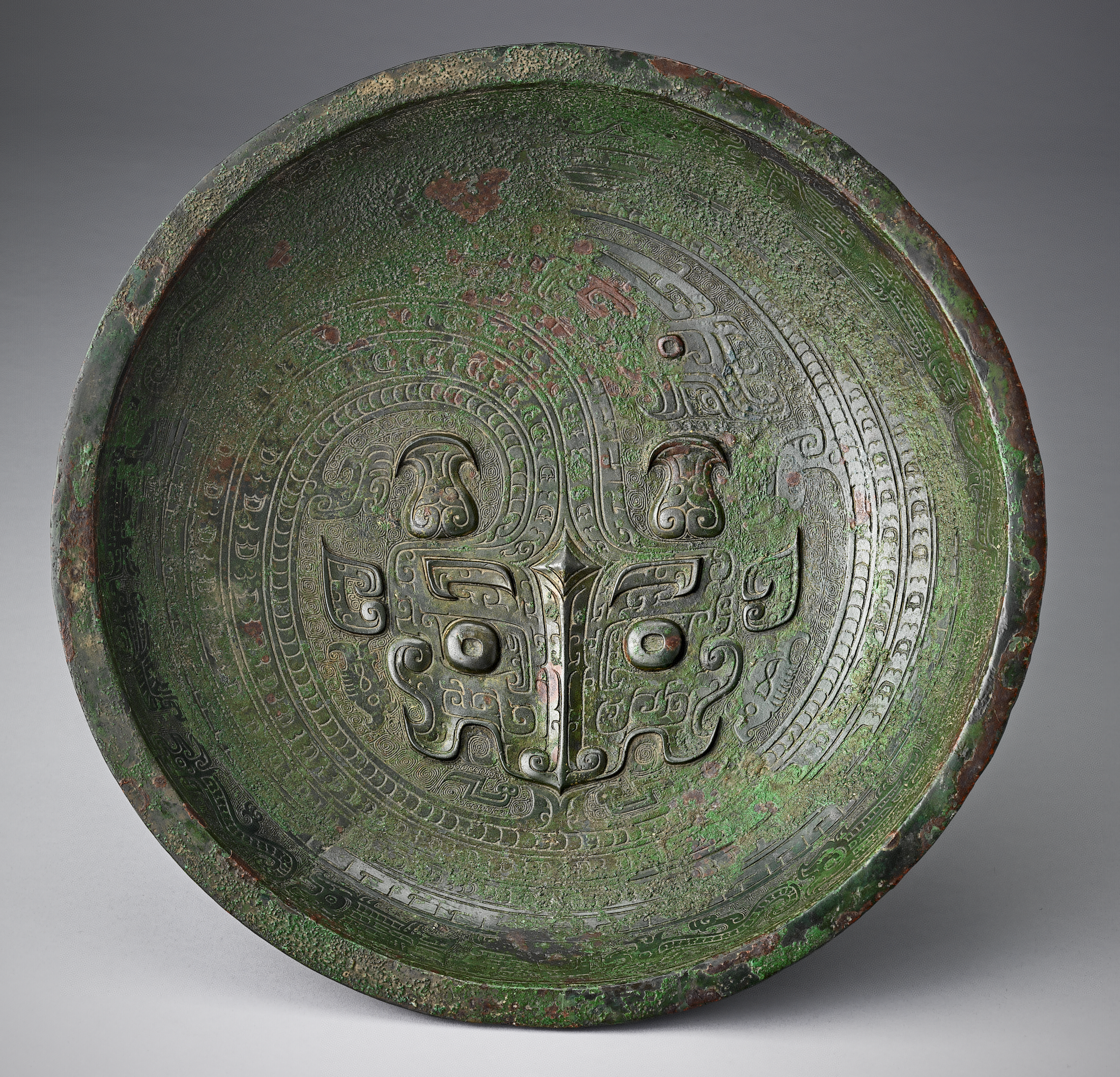
蟠龍紋盤（殷時代）・約前14世紀 - 前11世紀頃・国宝
亜醜方簋（殷 - 西周時代）・約前14世紀 - 前10世紀頃・国宝
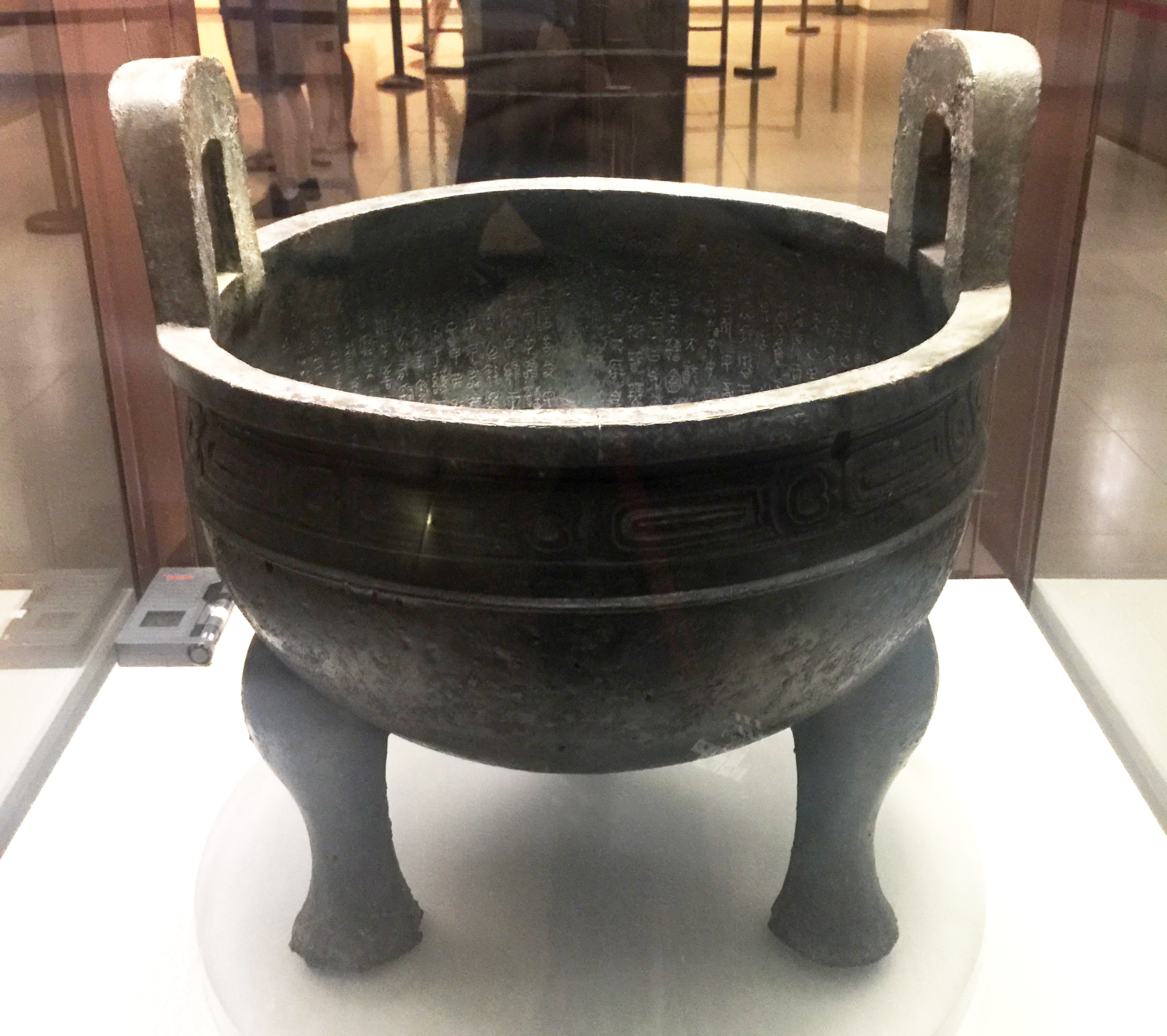
毛公鼎（西周時代）・前9世紀・国宝
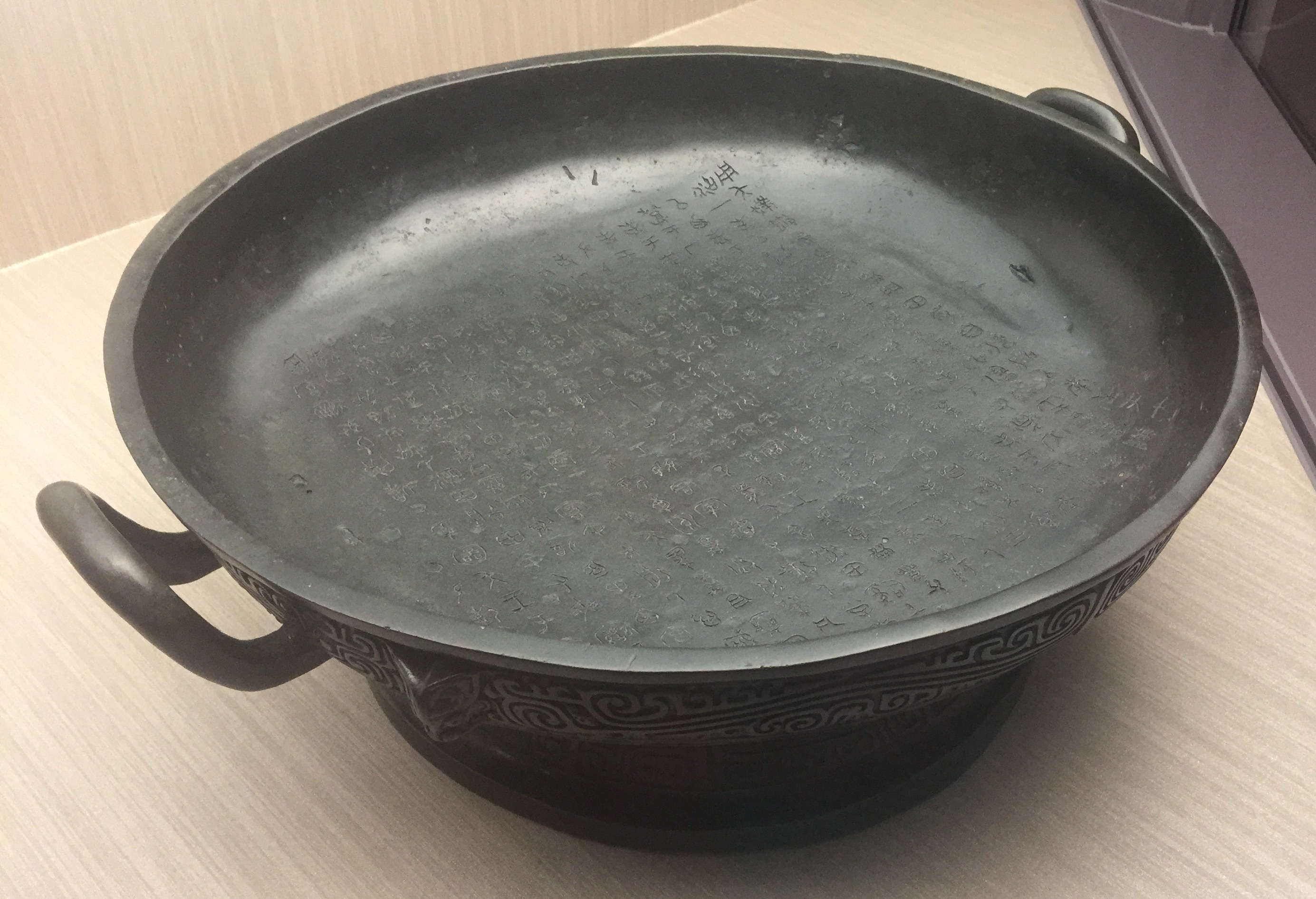
散氏盤（西周時代）・前9世紀・国宝
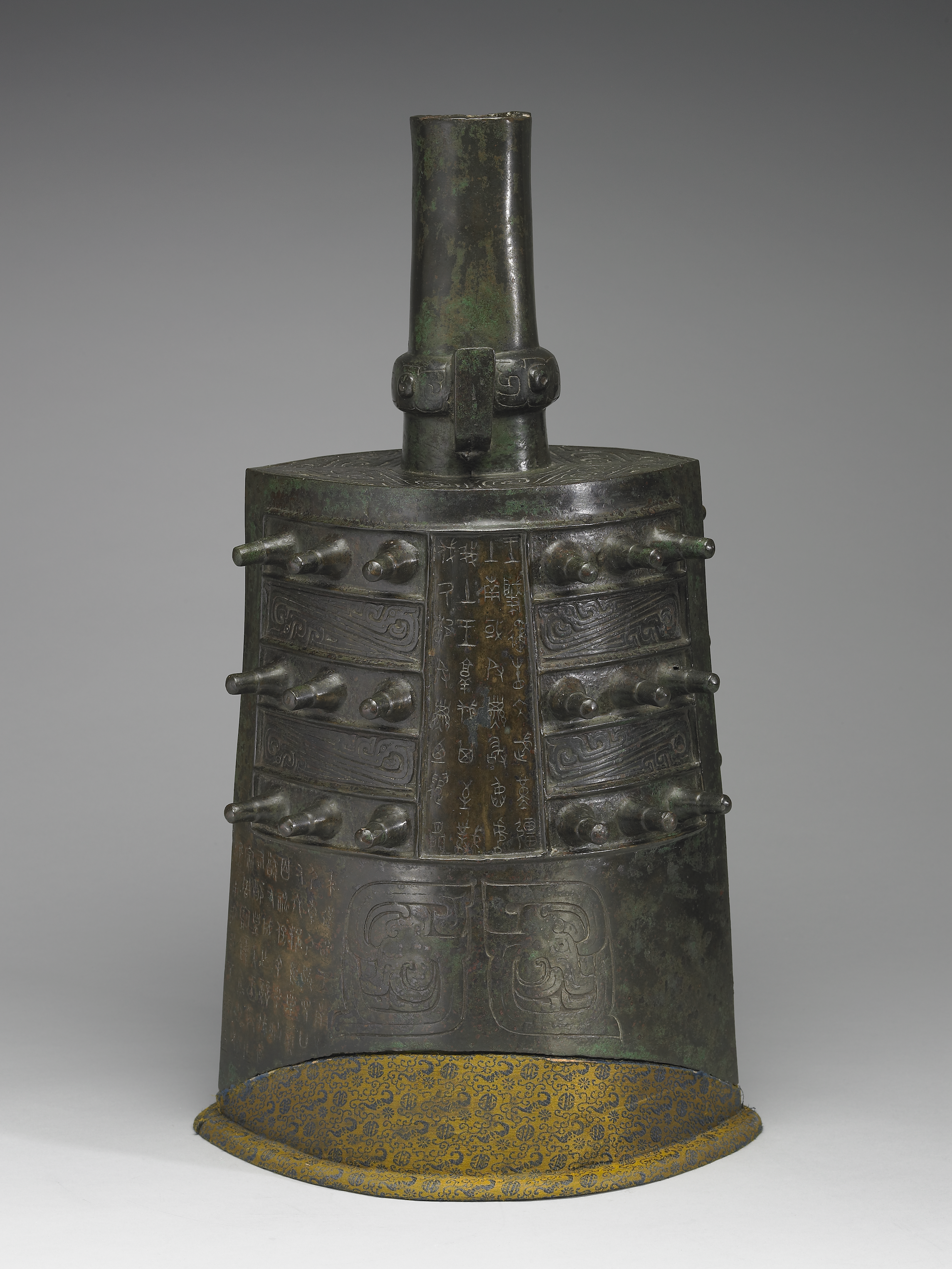
宗周鐘（西周時代）・前9世紀・国宝
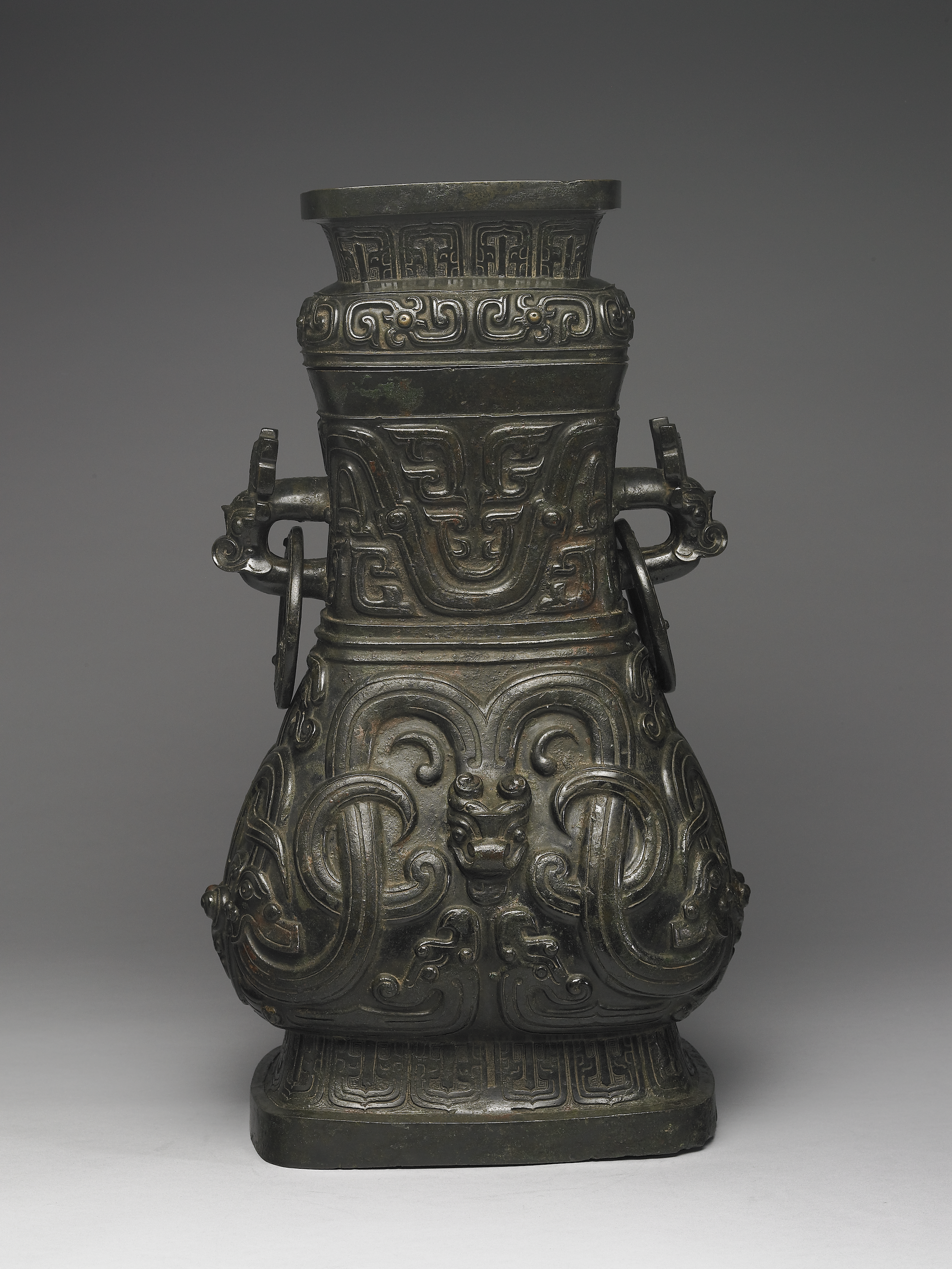
頌壺（西周時代）・前9世紀・国宝
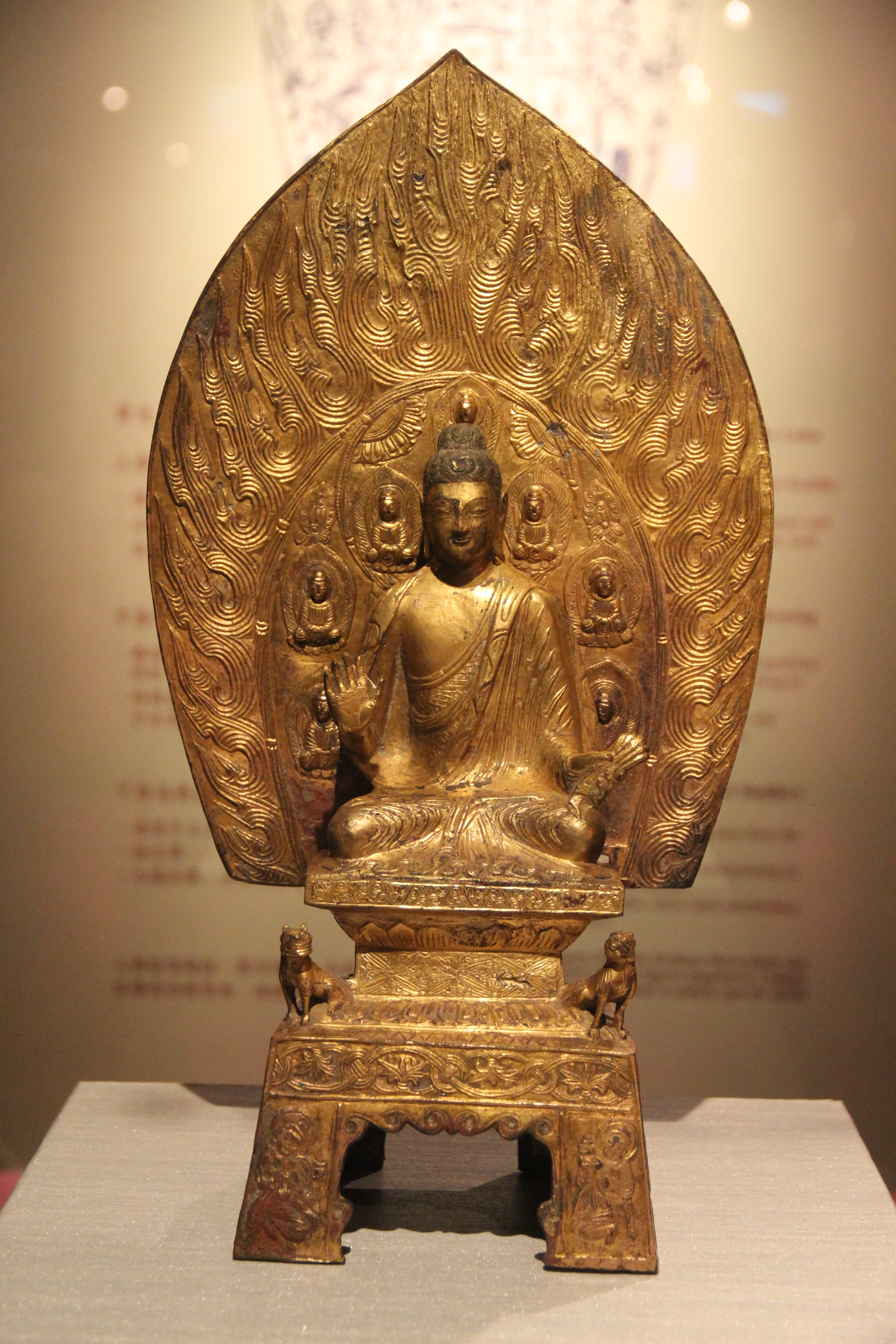
青銅鎏金釋迦牟尼佛坐像（北魏時代）・477年・国宝
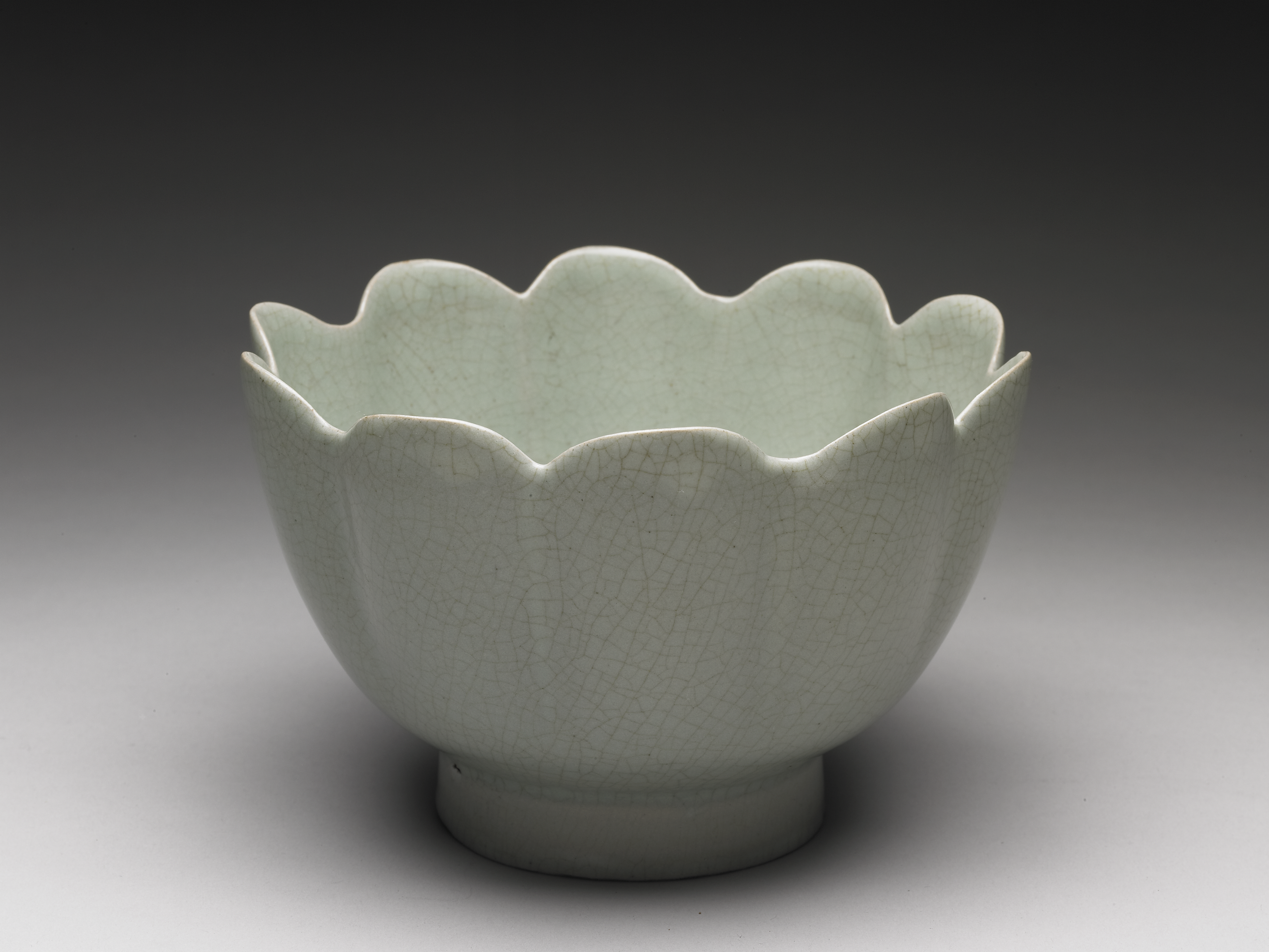
汝窯青磁蓮花式温碗（北宋時代）・約1086年 - 1106年頃・国宝
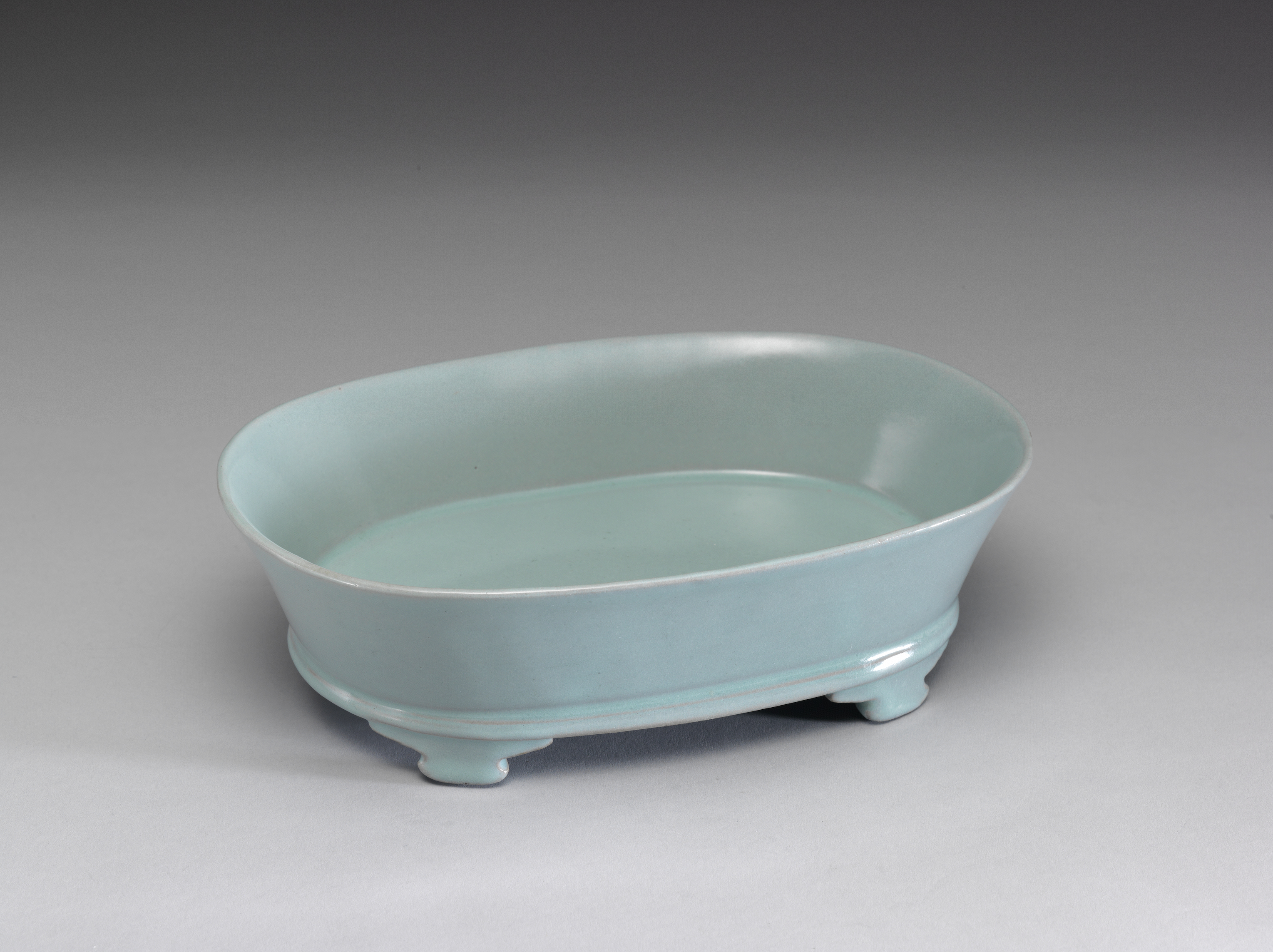
汝窯青磁無紋水仙盆（北宋時代）・約1086年 - 1106年頃・国宝
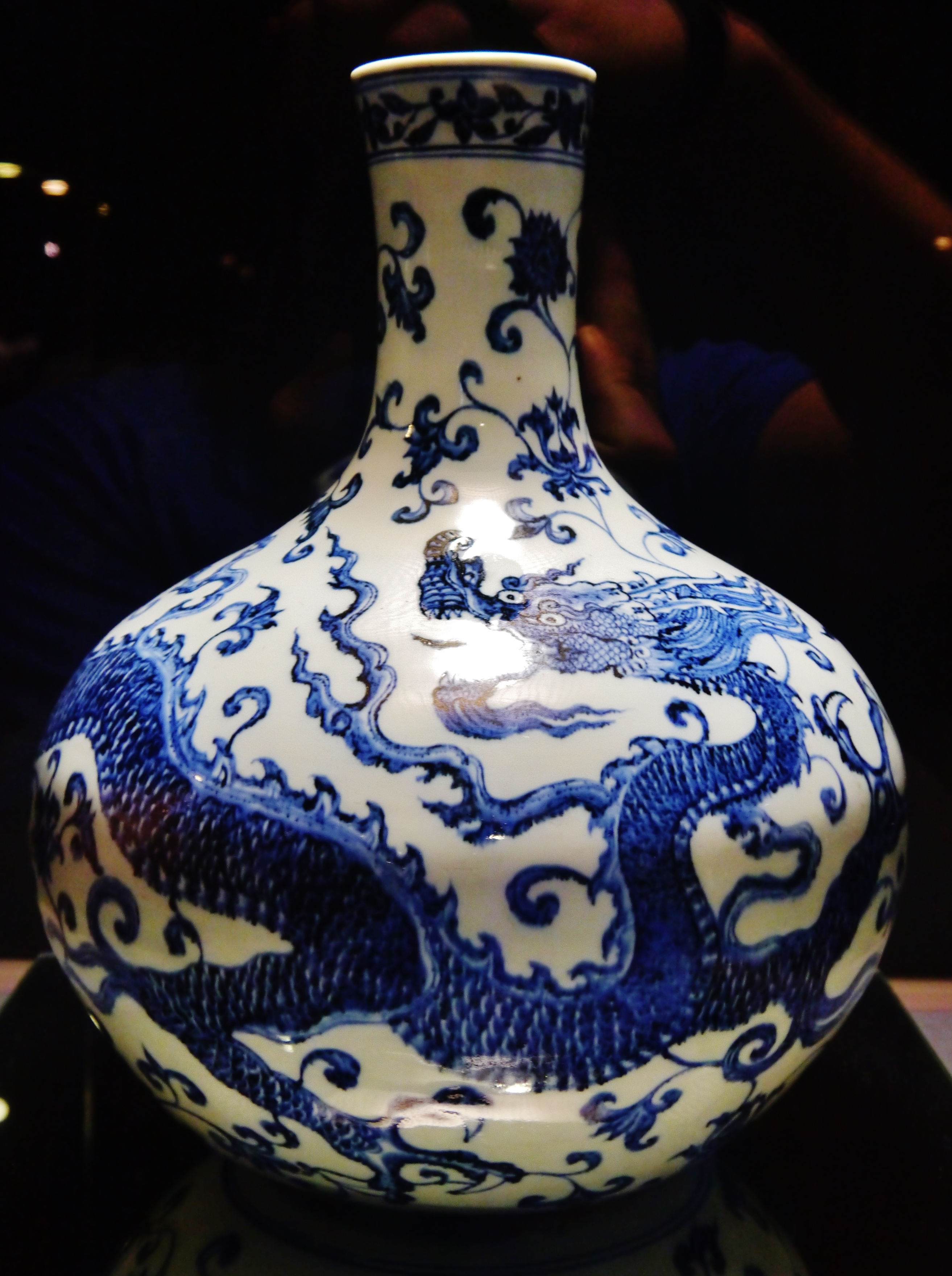
青花龍紋天球瓶（明時代）・約1402年 - 1423年頃・国宝
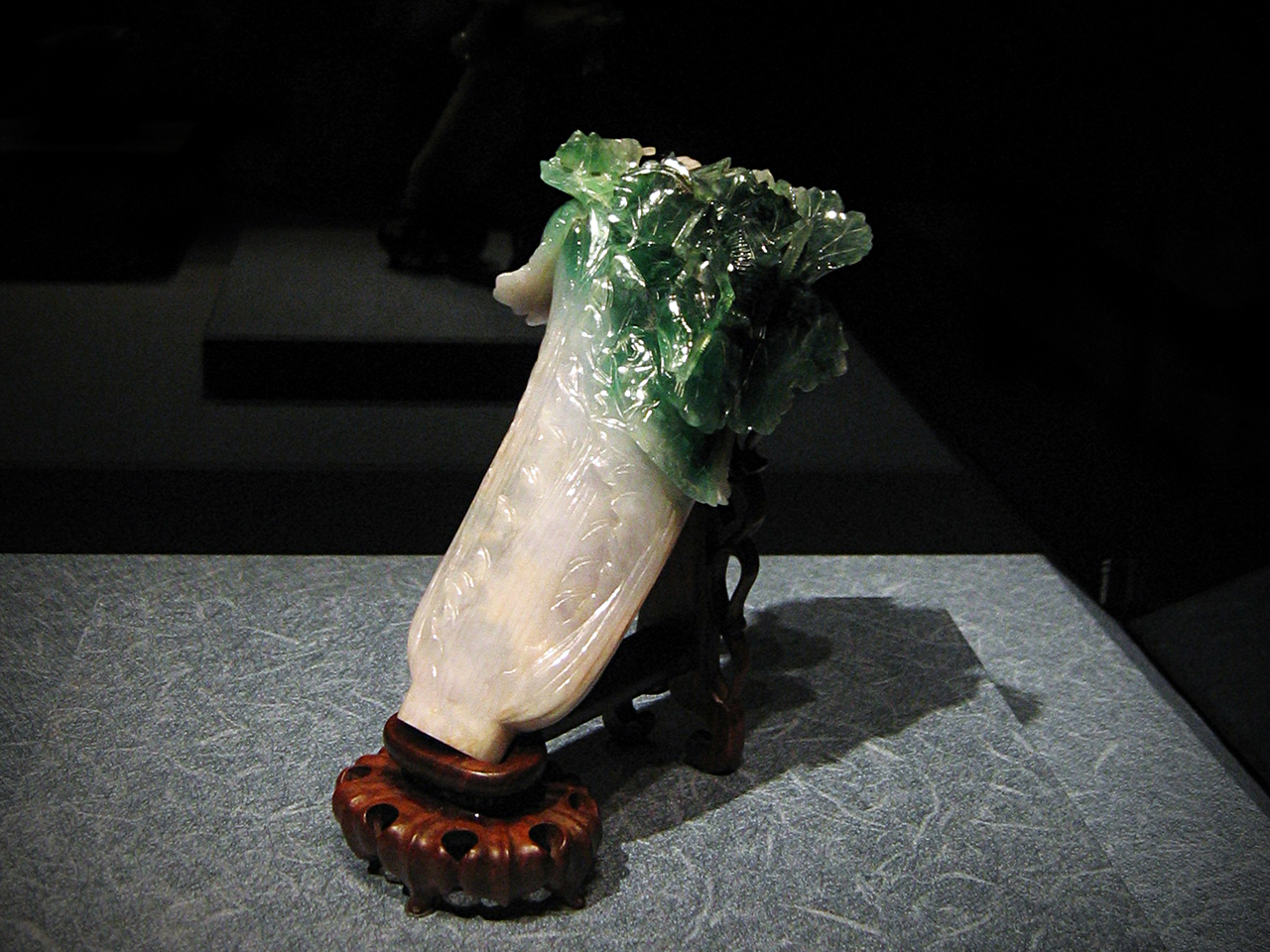
翠玉白菜（清時代）・19世紀・重要文化財
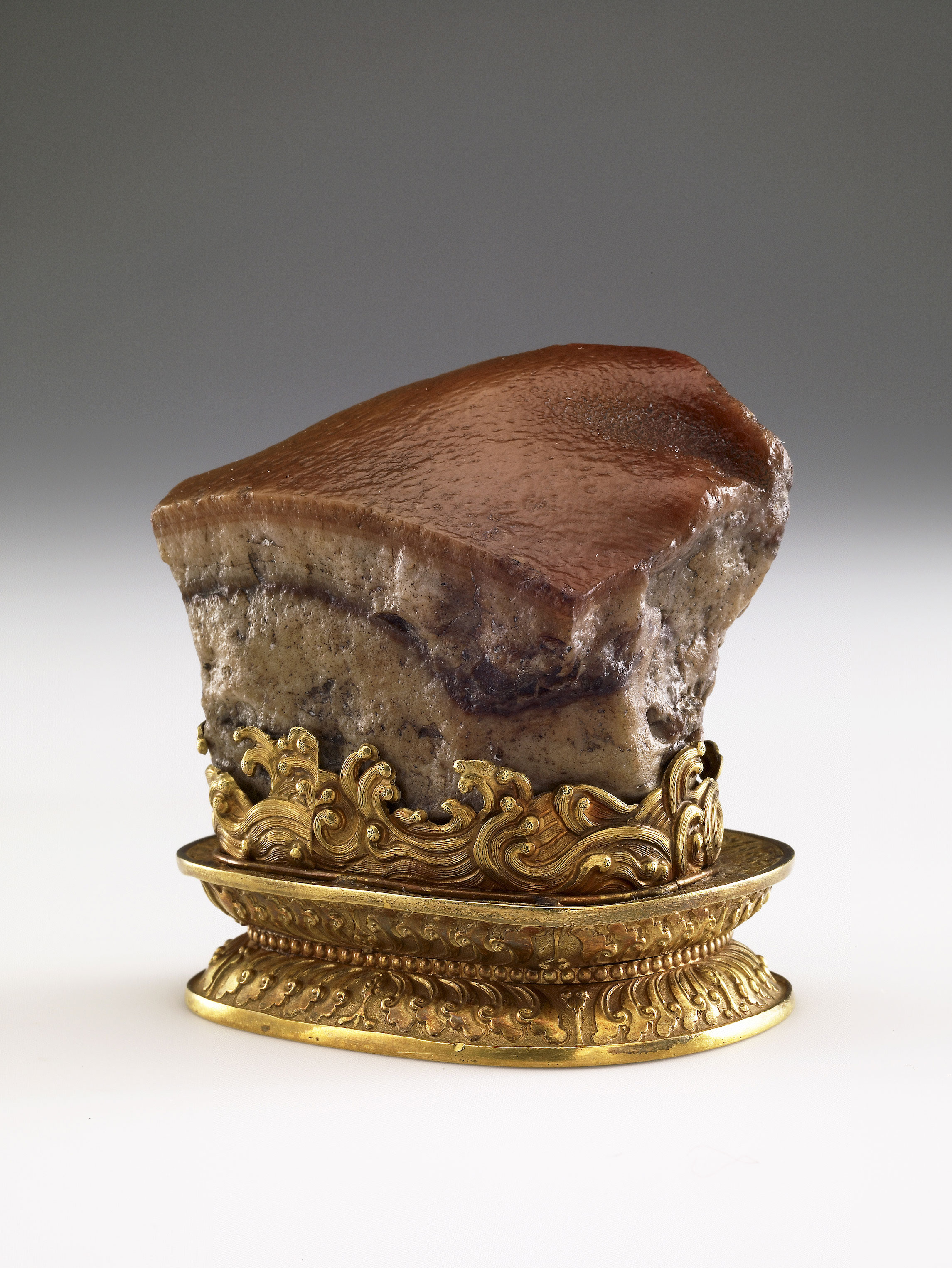
肉形石（清時代）・17世紀・重要文化財
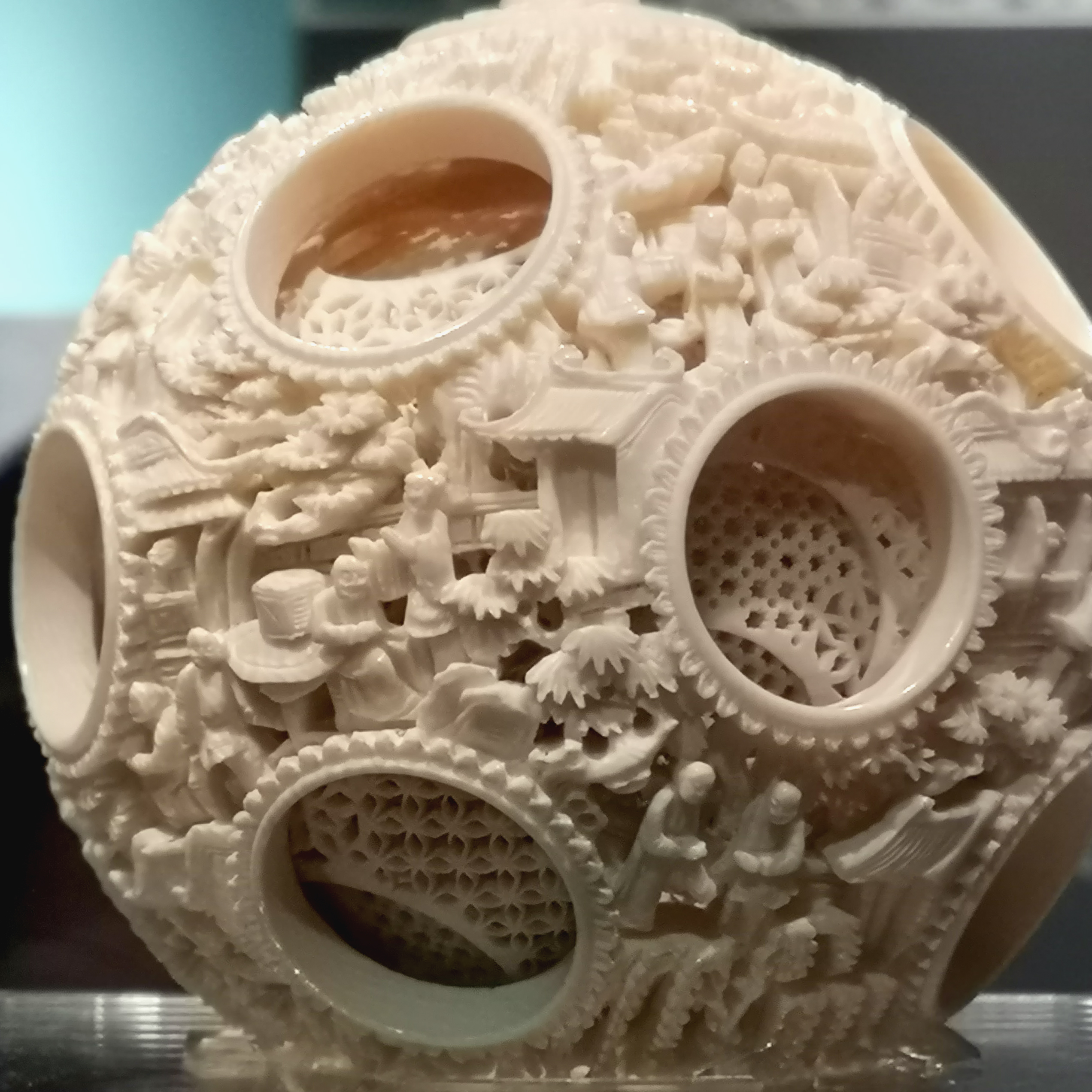
雕象牙透花人物套球（清時代）･1850-1900年
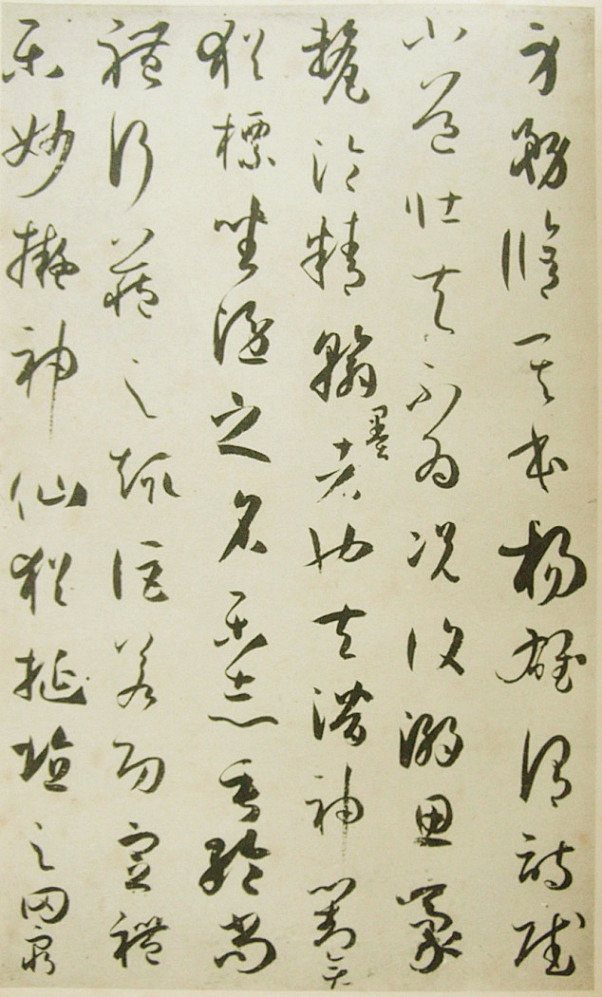
書譜（部分）（孫過庭筆・唐時代）・687年・国宝
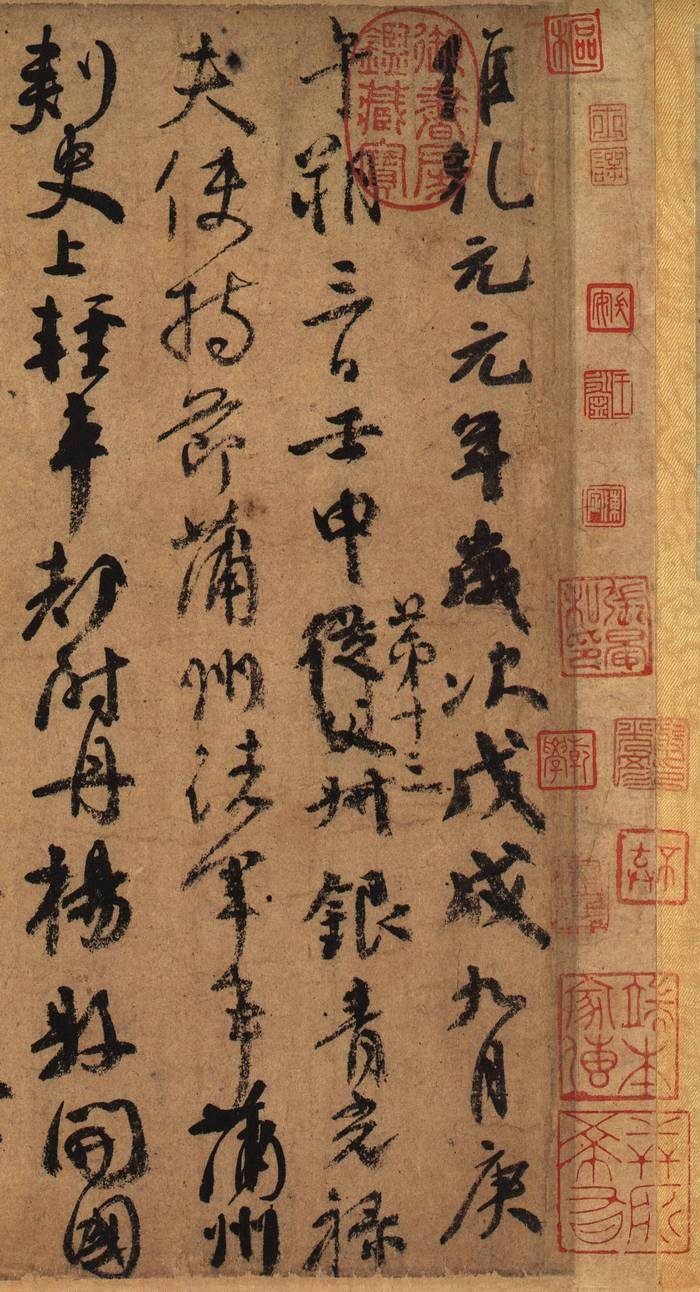
祭姪文稿（部分）（顔真卿筆・唐時代）・758年・国宝
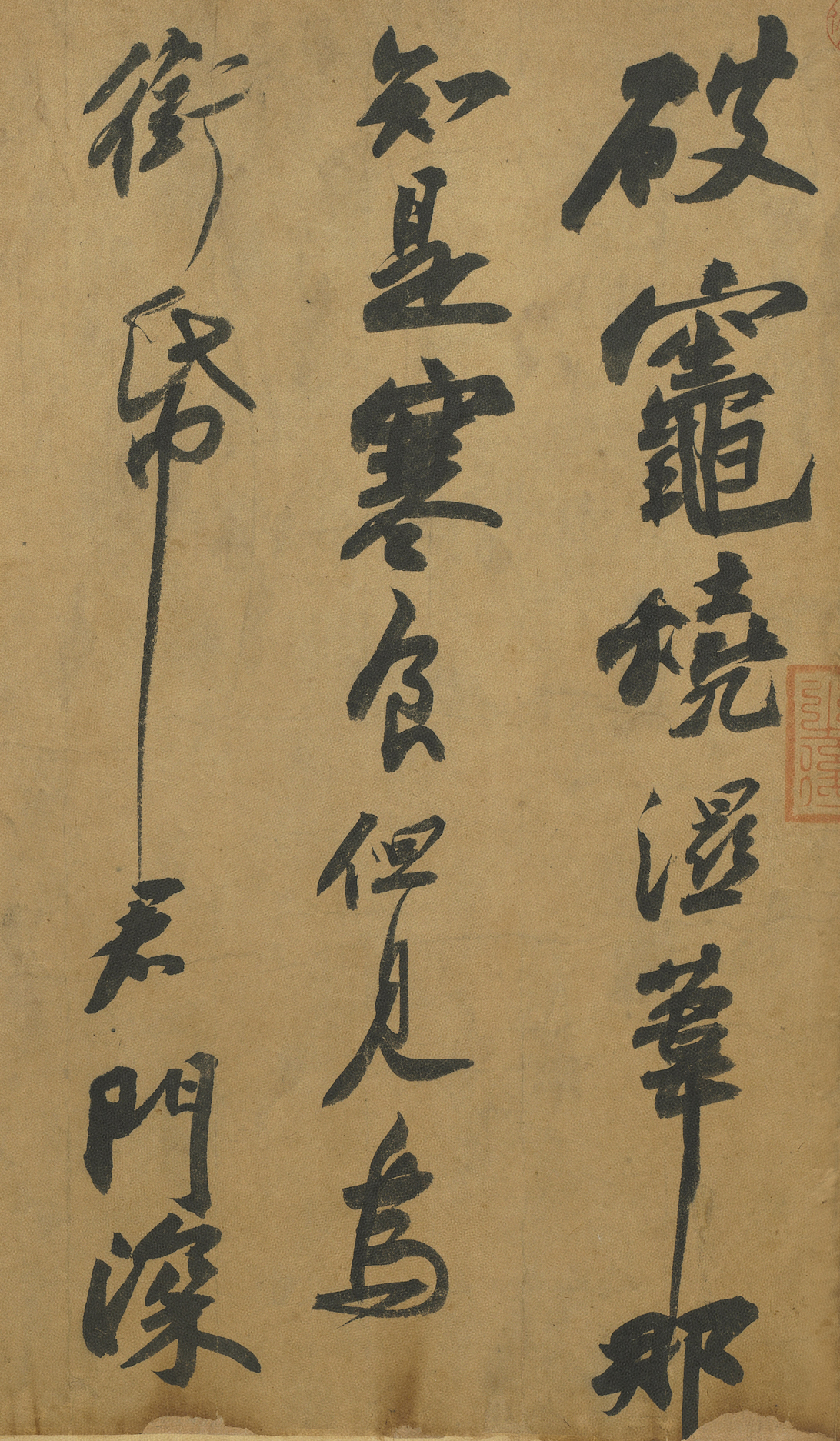
黄州寒食詩帖（部分）（蘇軾筆・北宋時代）・1082年・国宝
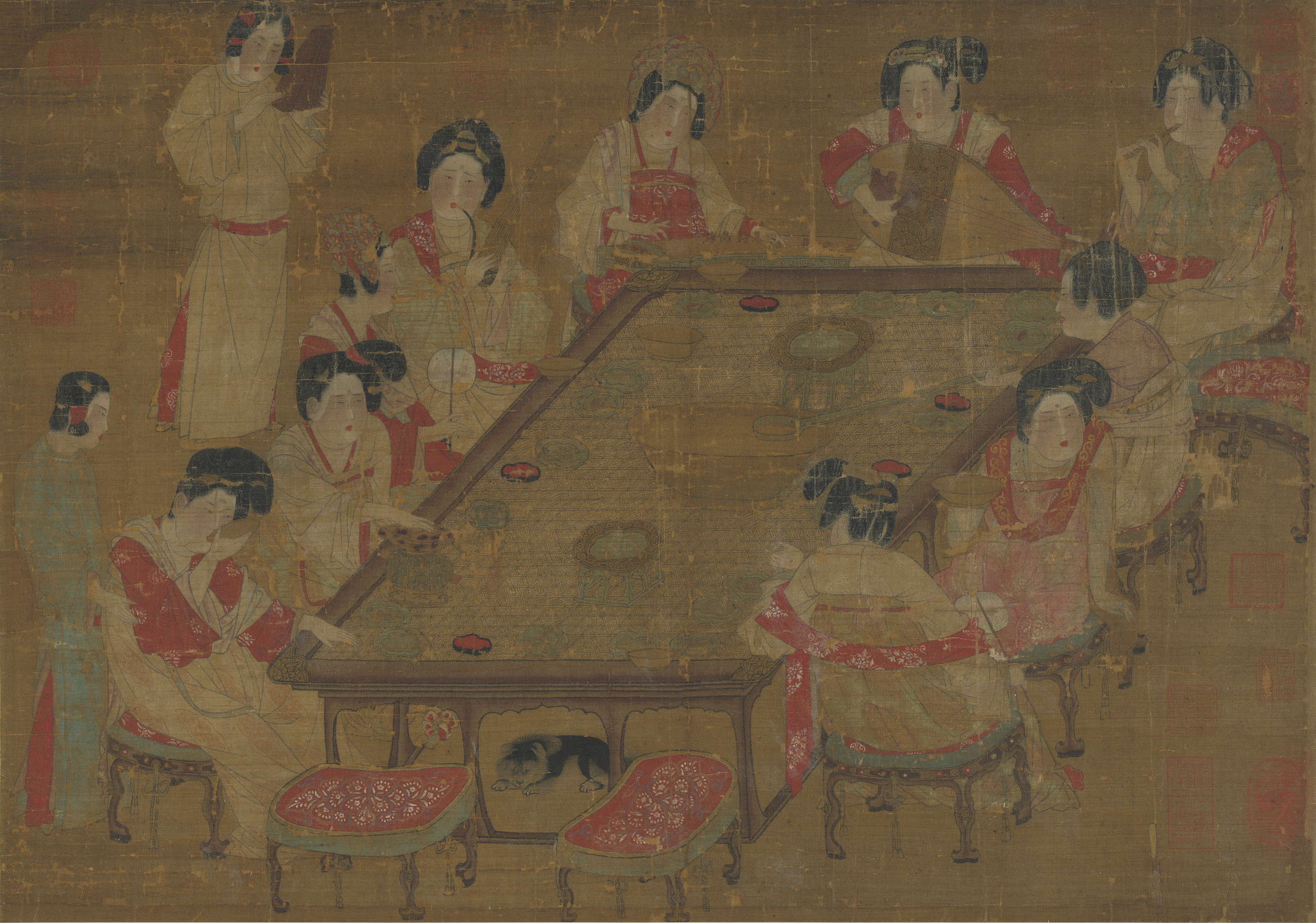
宮楽図（唐時代）・約836年 - 907年頃・国宝
宋太祖坐像（北宋時代）・約960年 - 976年頃・国宝
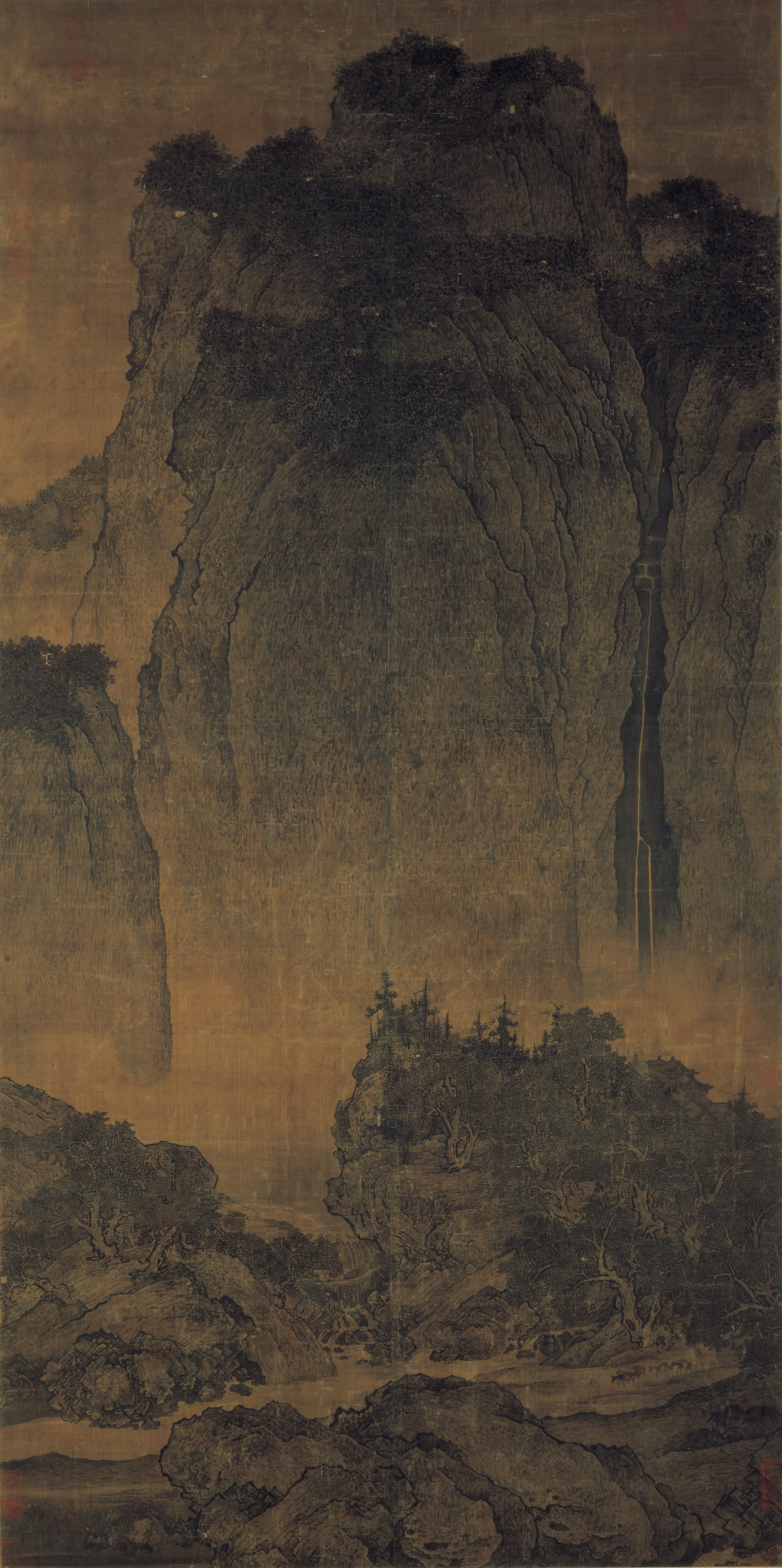
谿山行旅図（范寬作・北宋時代）・約1000年頃・国宝
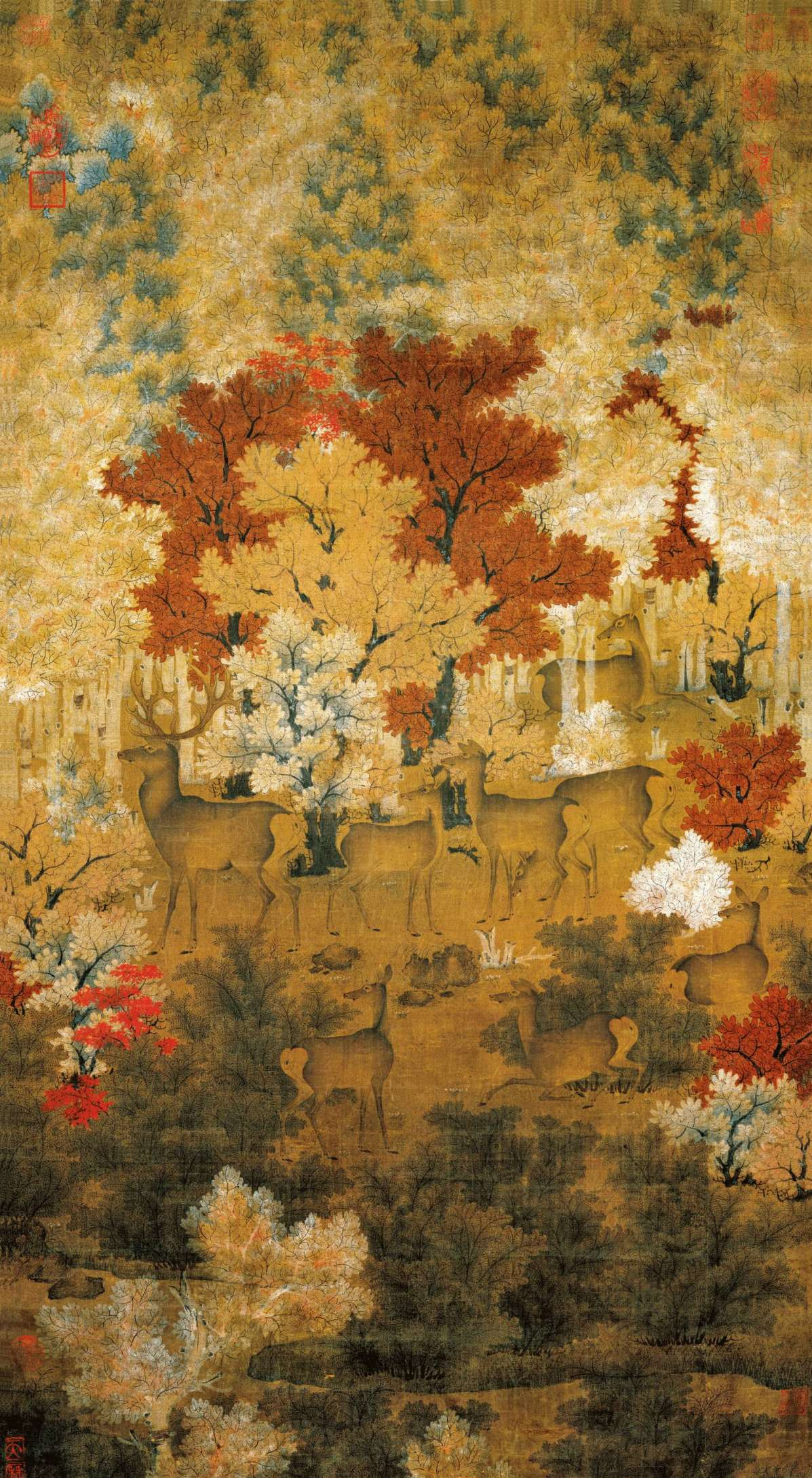
丹楓呦鹿図（遼時代）・約1031年 - 1048年頃・国宝
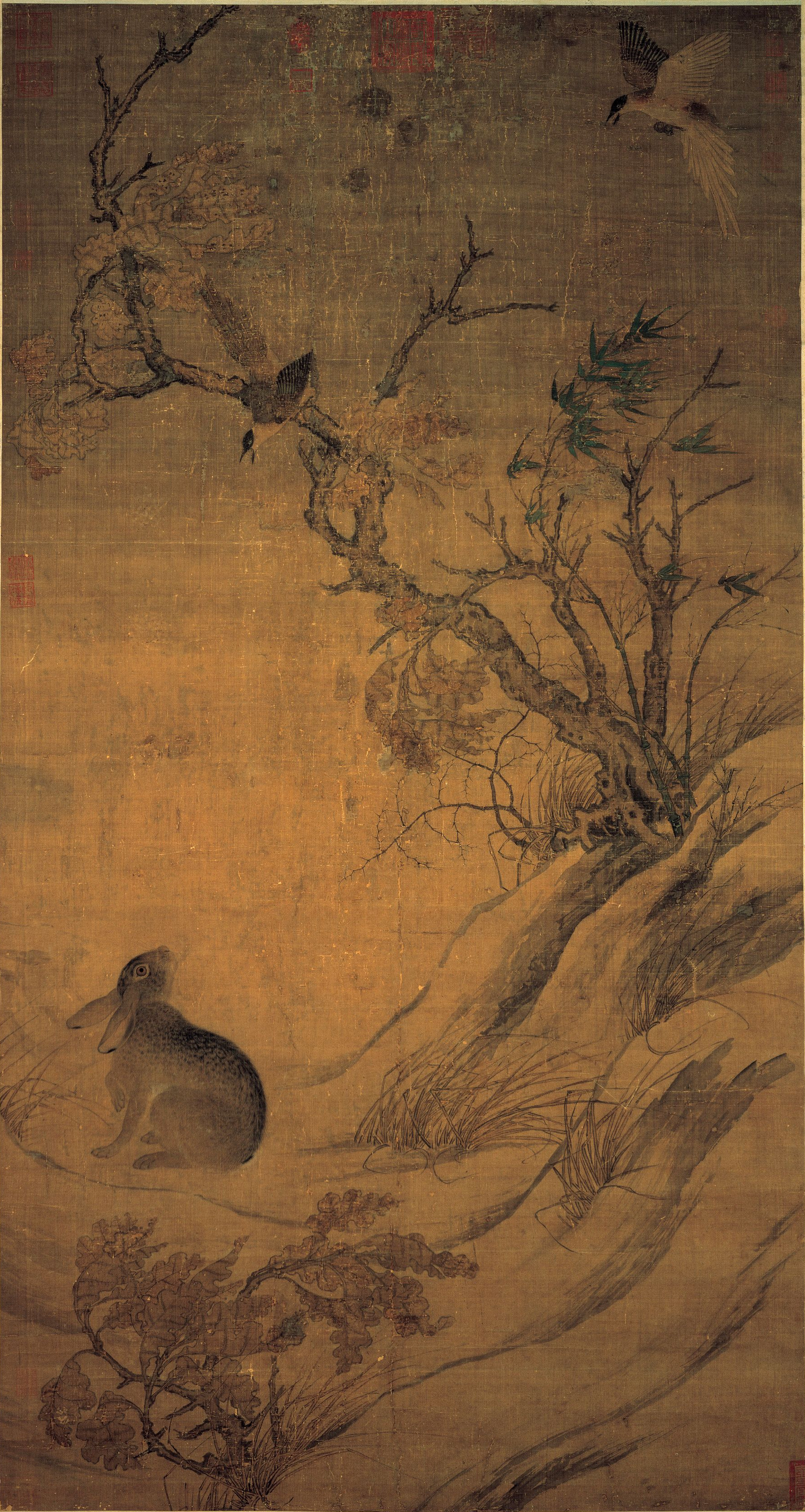
双喜図（崔白作・北宋時代）・1061年・国宝
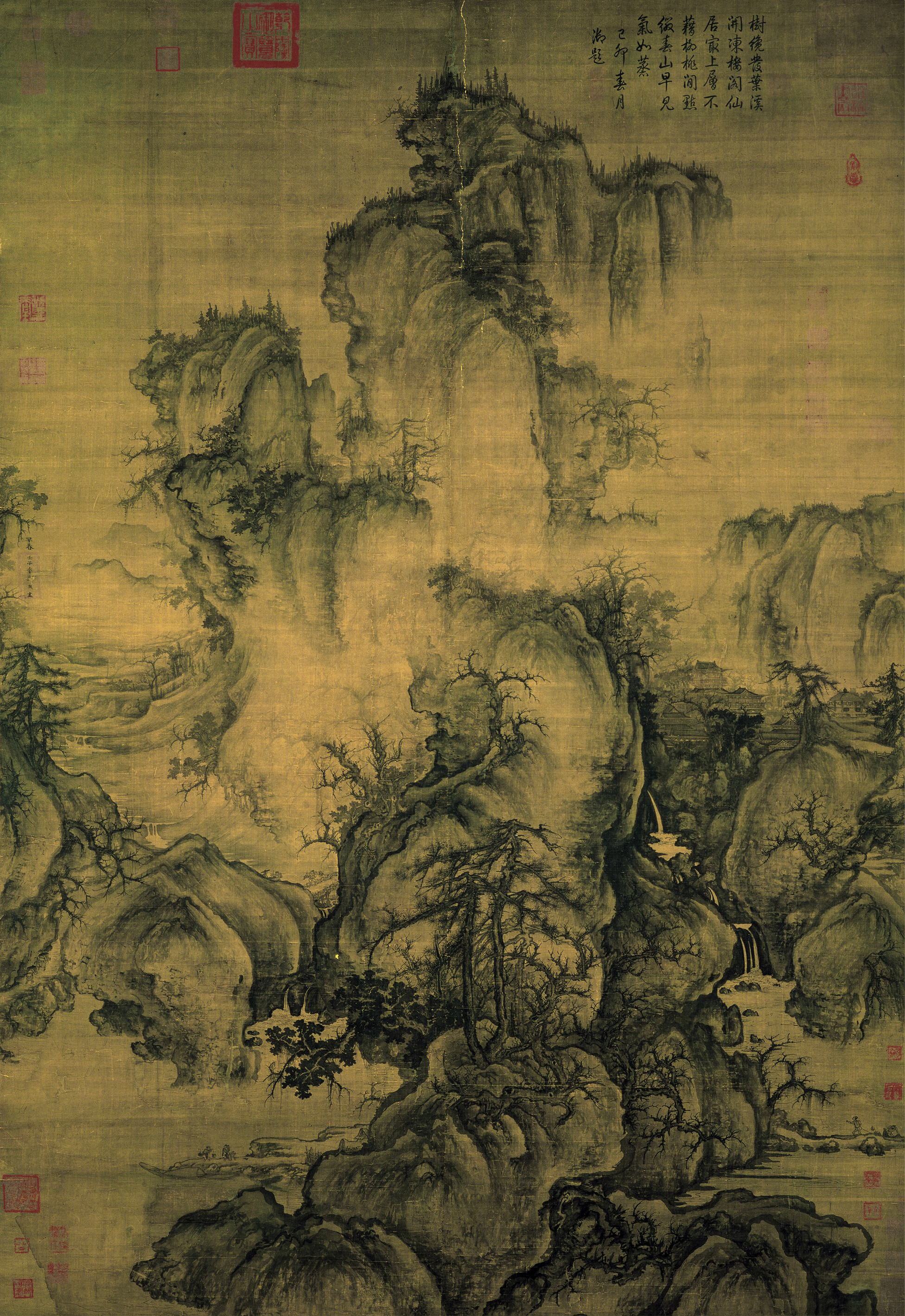
早春図（郭煕作・北宋時代）・1072年・国宝
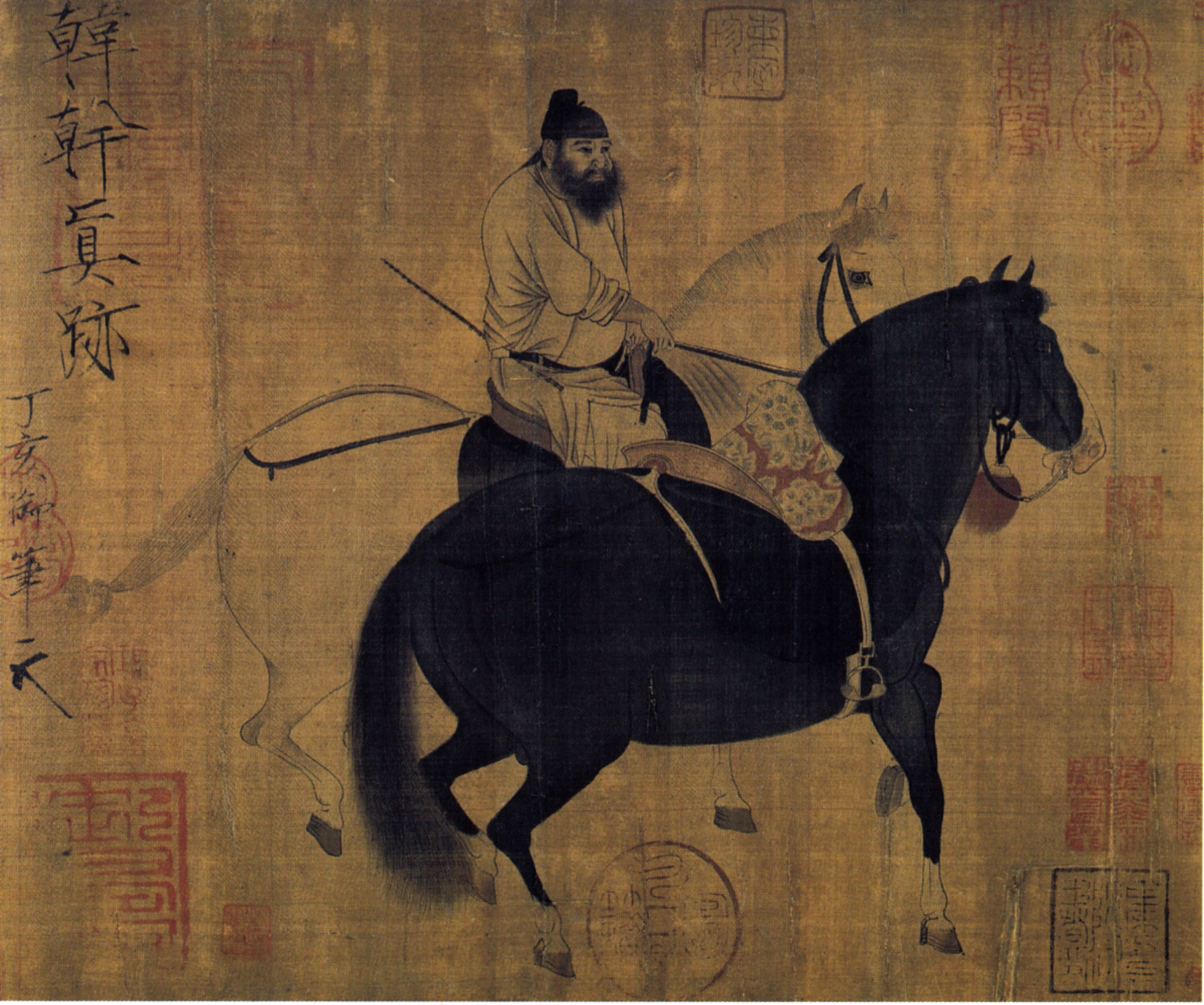
牧馬図（北宋時代）・12世紀・国宝
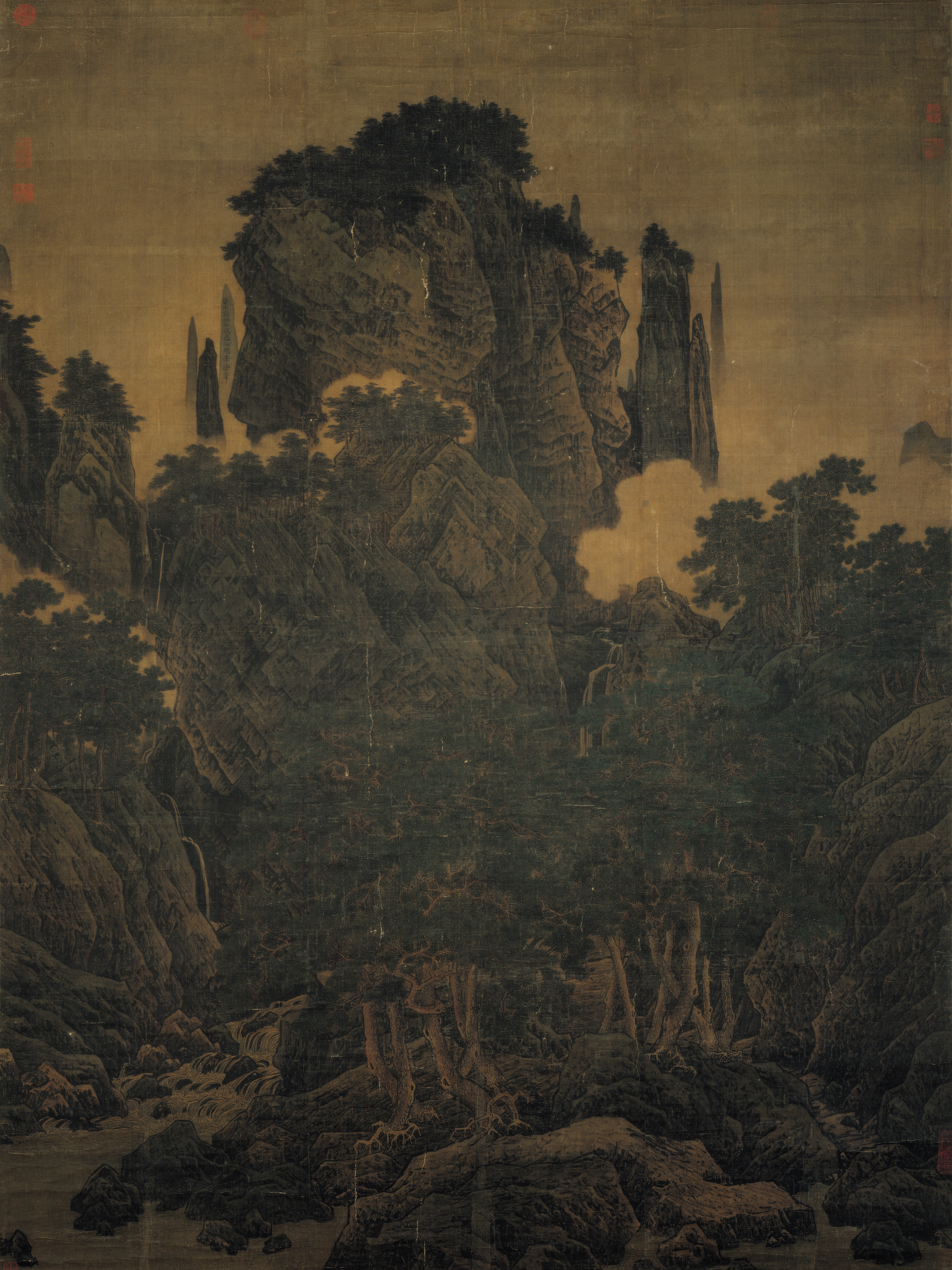
万壑松風図（李唐作・北宋時代）・1124年・国宝
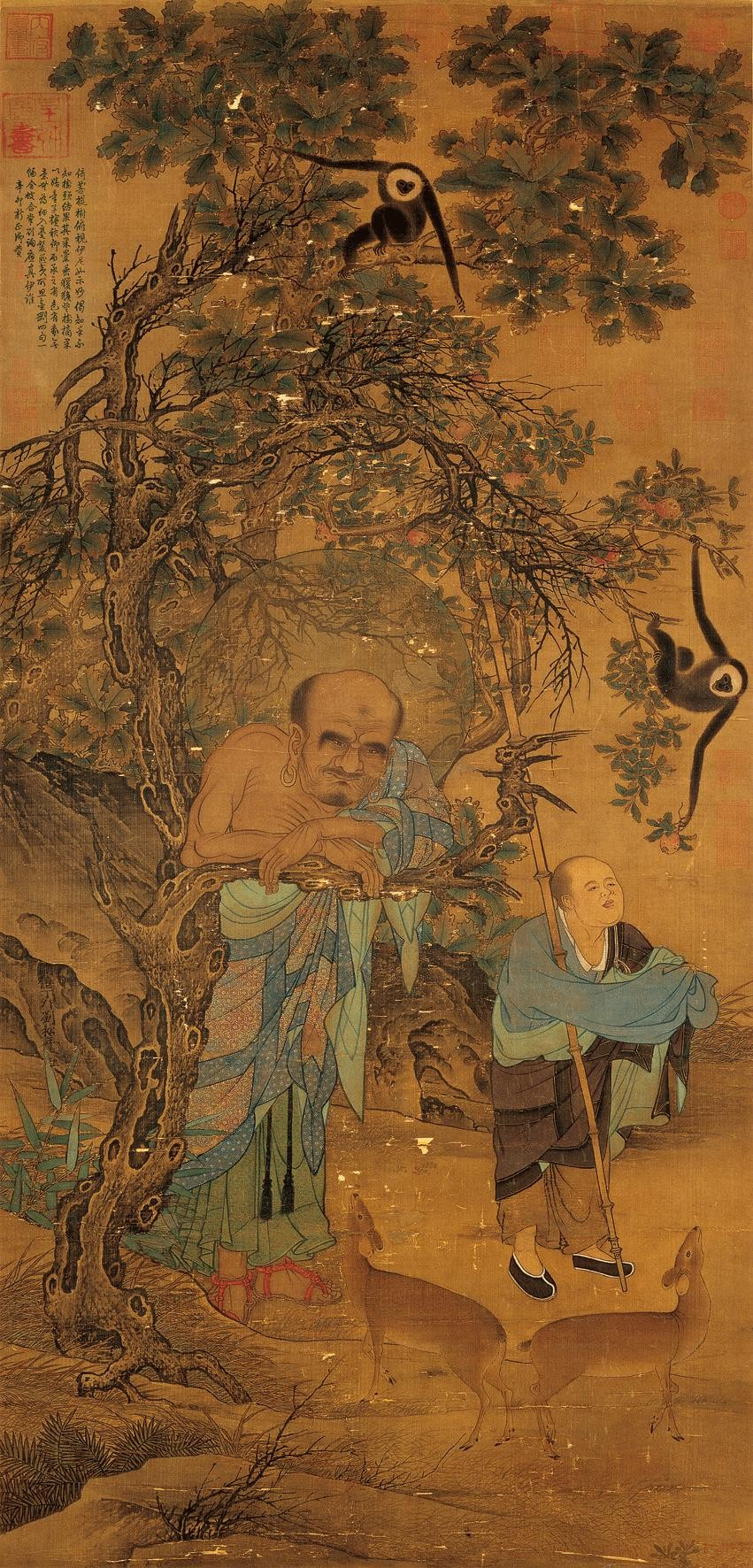
阿羅漢（劉松年作・南宋時代）・1207年・国宝
潑墨仙人図（梁楷作・南宋時代）・13世紀・国宝
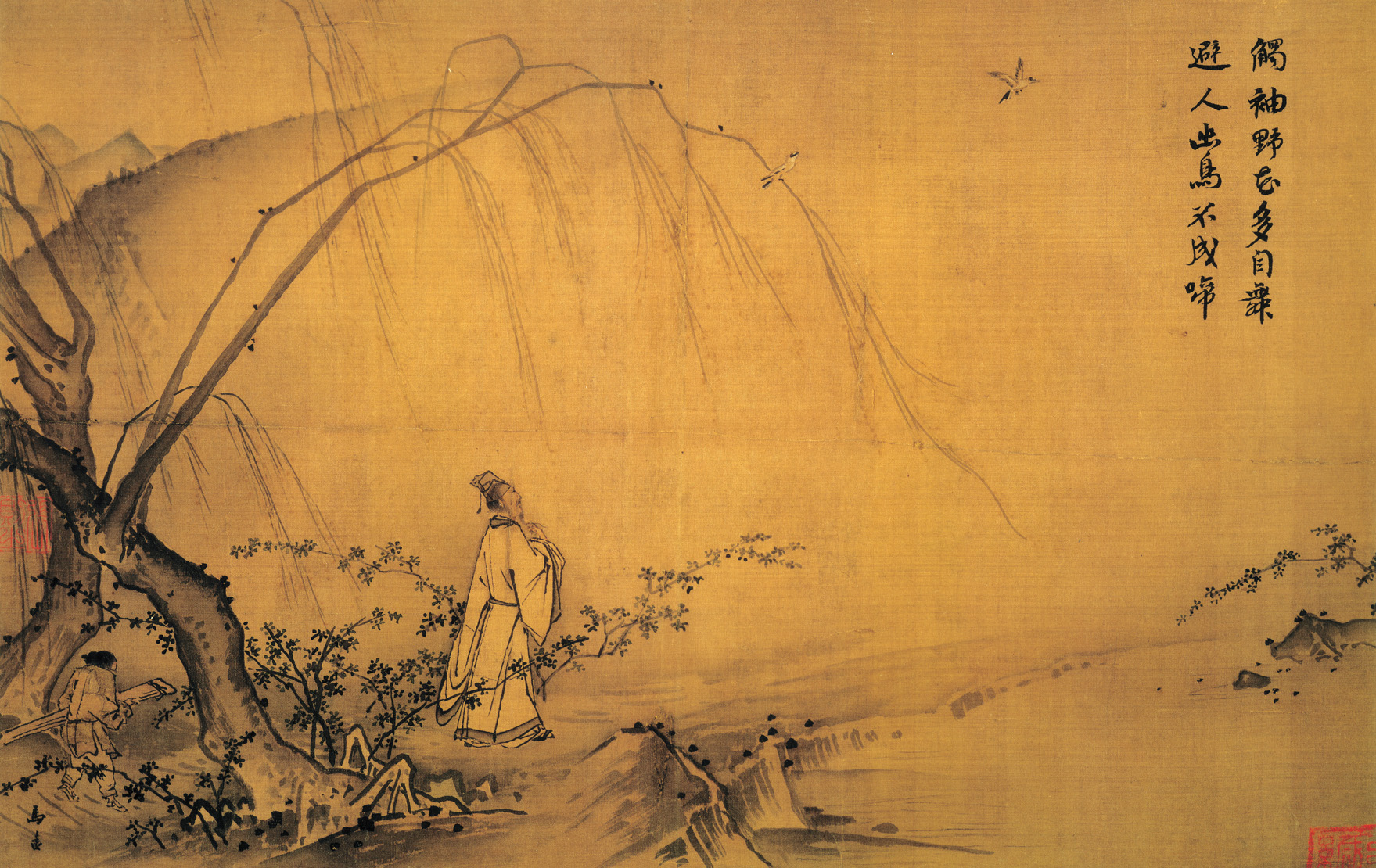
山徑春行図（馬遠作・南宋時代）・13世紀・国宝
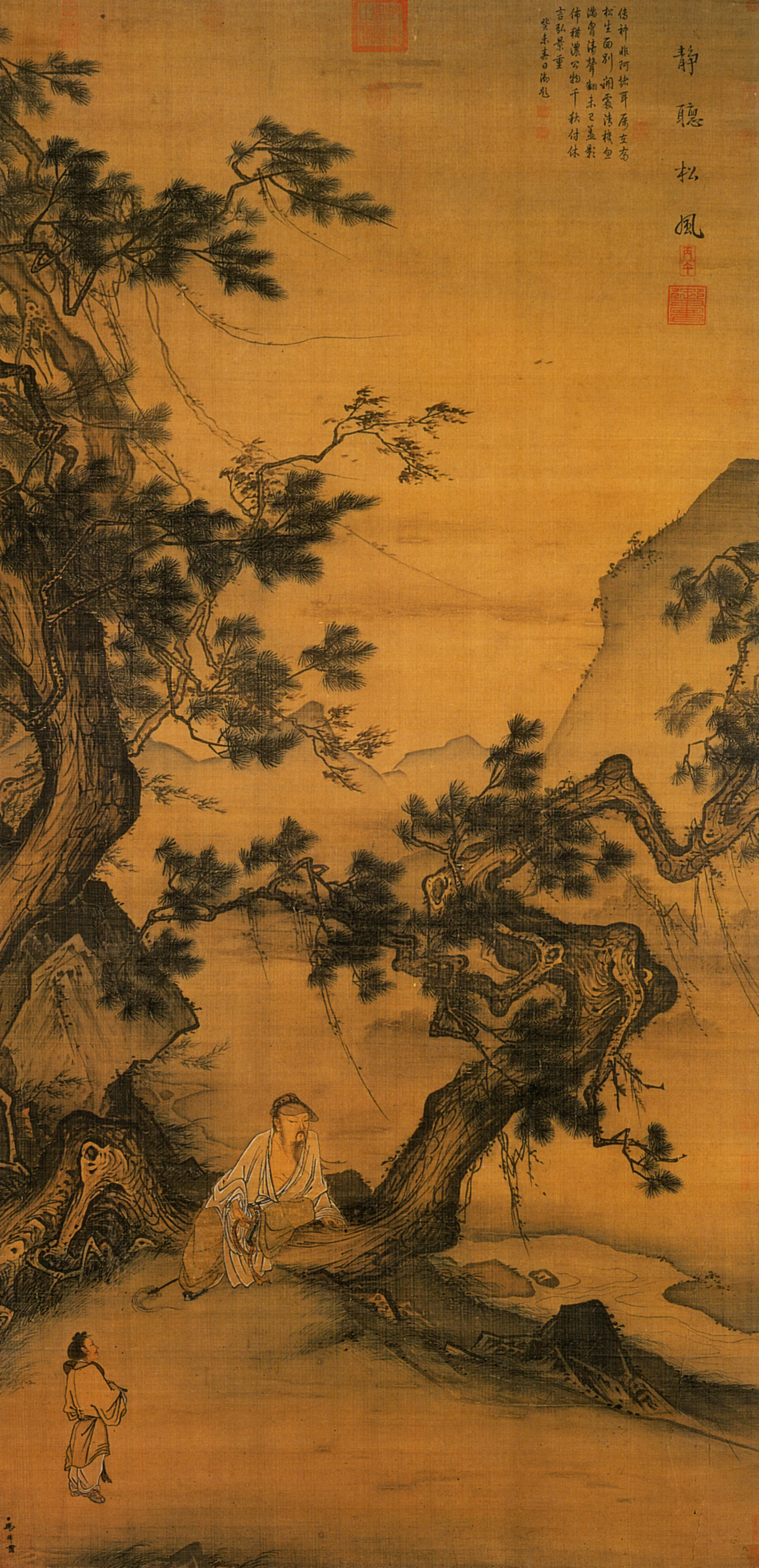
静聴松風図（馬麟作・南宋時代）・13世紀・国宝
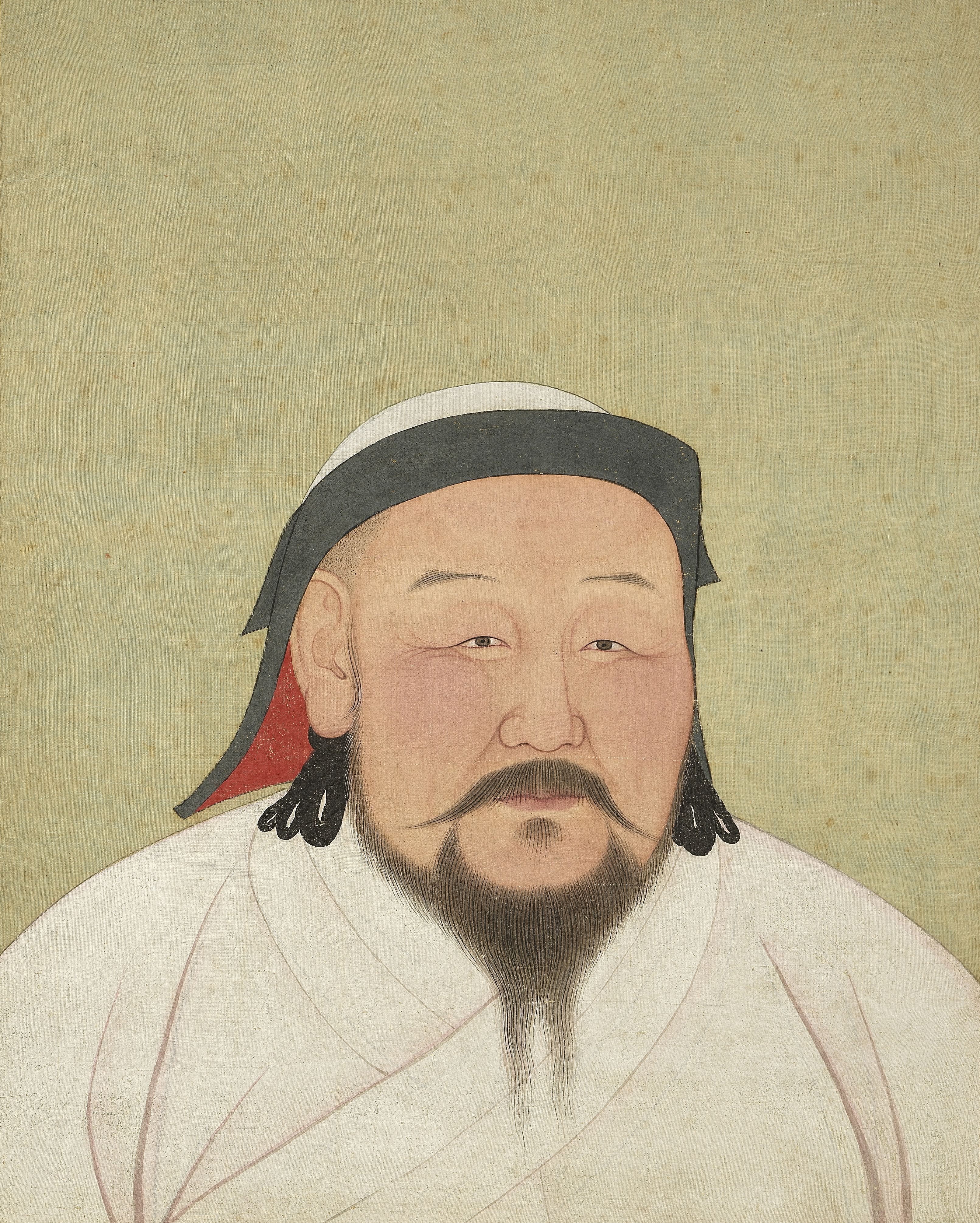
クビライ像（李貫道作・元時代）・約1271年 - 1294年頃・国宝
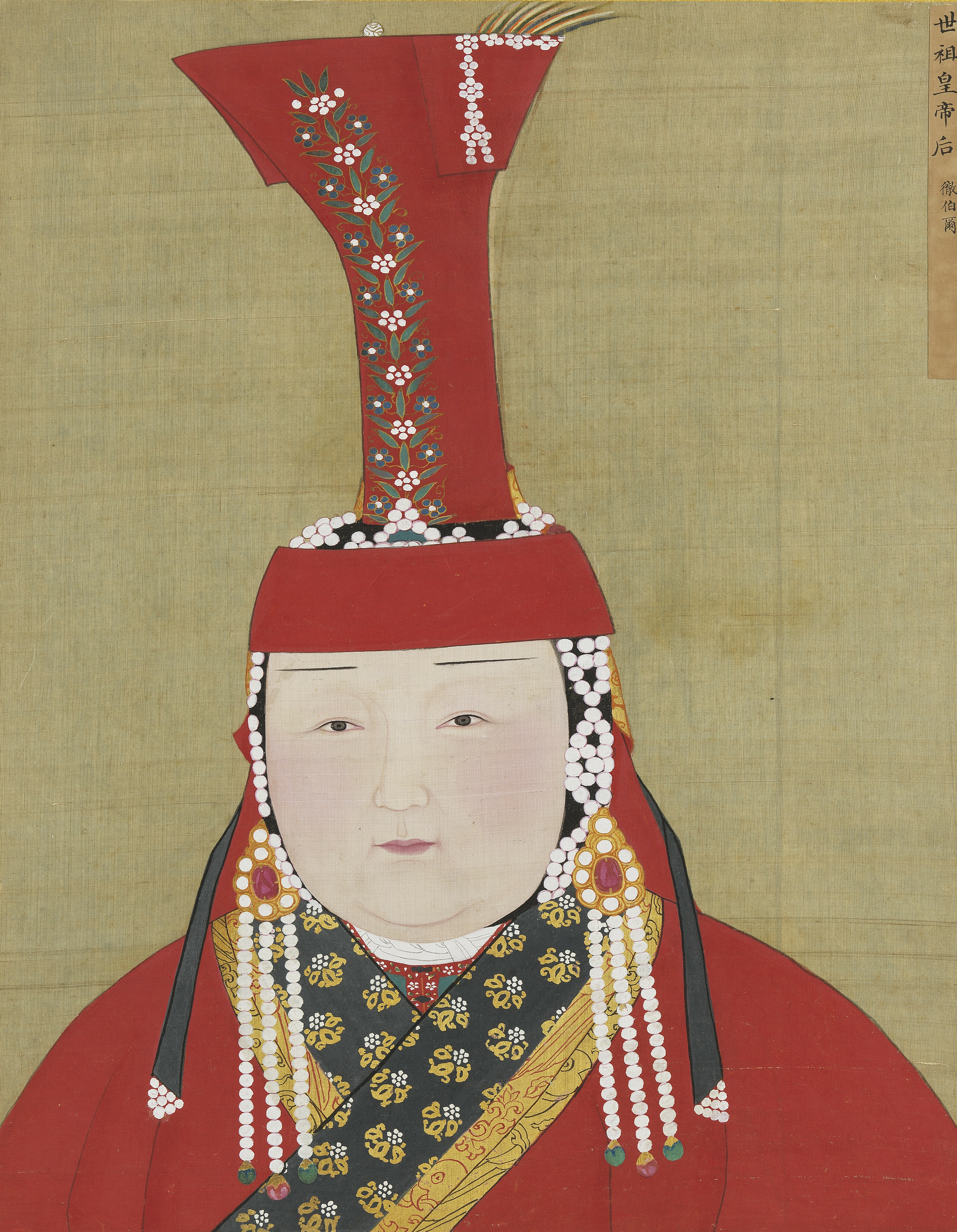
チャブイ皇后像（元時代）・約1271年 - 1281年頃・国宝
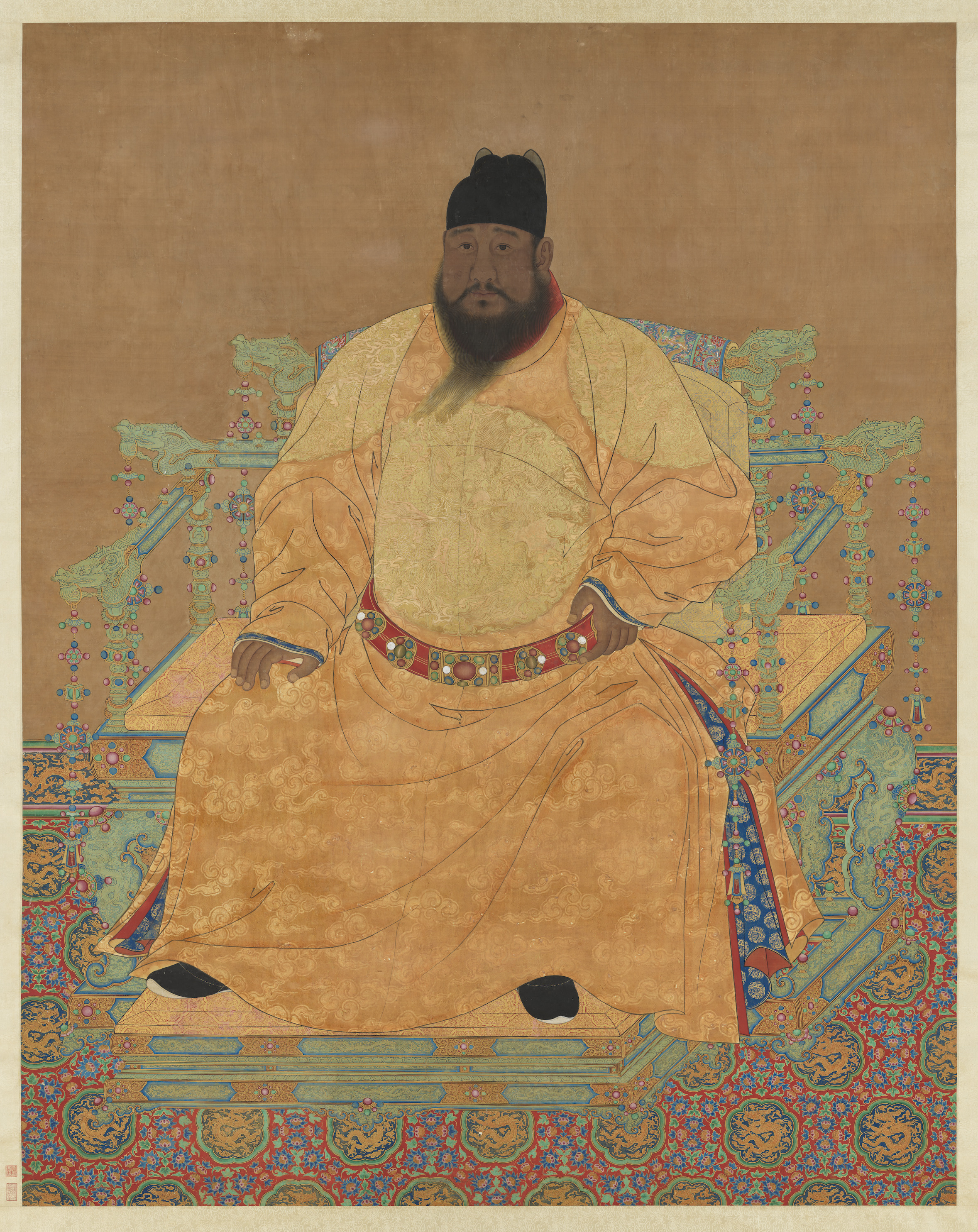
明宣徳帝坐像（明時代）・約1425年 - 1435年頃・国宝
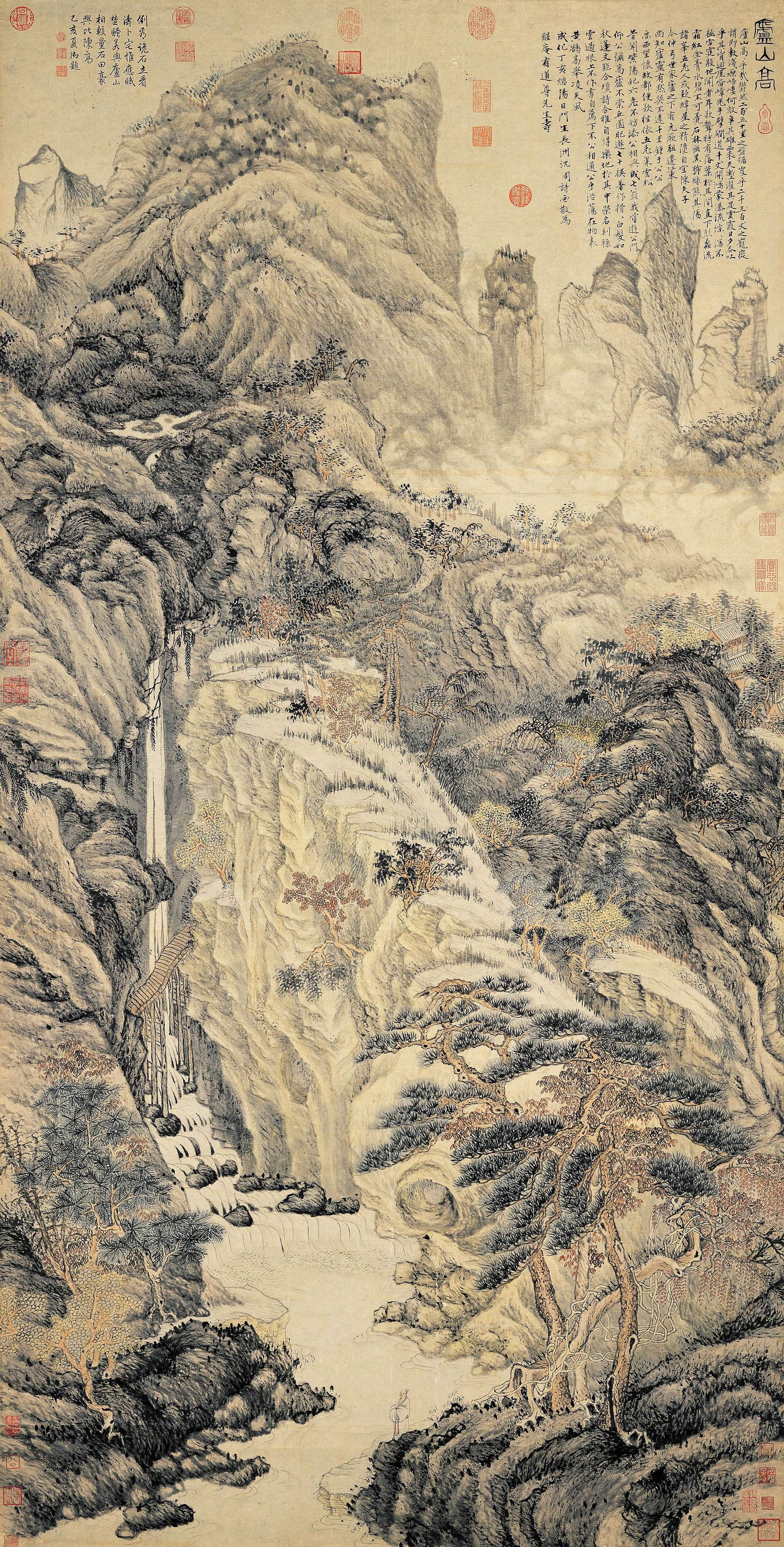
廬山高図（沈周作・明時代）・1467年・国宝

## 観覧時間
毎年 1月1日 元旦、旧暦1月15日 元宵節、5月18日 国際博物館の日、9月27日 世界観光の日、10月10日 国慶節、10月17日 台湾文化の日は、無料となっている。
※各種チケットの詳細については、公式ホームページ 参照のこと。

## 交通アクセス
台北市 国立故宮博物院
- 台北捷運淡水信義線 士林駅（R16）下車、紅30、255、304、815、M1、小18 、小19バスに乗り換え、故宮博物院下車。
- 台北捷運文湖線 剣南路駅（BR15）下車、棕13バスに乗り換え、故宮博物院正面広場前下車。
- 台北捷運文湖線 大直駅（BR14）下車、棕20バスに乗り換え、故宮博物院本館エントランス下車[8]。
- 台湾鉄路管理局（台鉄） 台北駅から、台北市2階建て観光バス藍線、故宮博物院下車。

嘉義県 国立故宮博物院南部院区 (故宮南院)
- 台湾高速鉄道高鉄嘉義駅および台鉄嘉義駅からバス

### 文献
- 『台北国立故宮博物院を極める』（板倉聖哲・伊藤郁太郎編、新潮社「とんぼの本」、2009年）
- 『台北故宮博物院』（平凡社「別冊太陽」、2007年）
- 『国立故宮博物院案内』（清水仁編、郁朋社、改訂版2006年）